# Klagenfurt am Wörthersee
Klagenfurt am Wörthersee (tiếng Đức: [ˌklaːɡn̩fʊʁt ʔam ˈvœʁtɐzeː] ⓘ; tiếng Bayern: Klognfurt; tiếng Slovene: Celovec ob Vrbskem jezeru), thường được gọi là Klagenfurt (tiếng Anh: /ˈklɑːɡənfʊərt/ KLAH-gən-foort), là thành phố thủ phủ của bang Kärnten, Áo. Với dân số 101,303 người (ngày 1 tháng 1 năm 2020), đây là thành phố lớn thứ 6 ở quốc gia này. Thành phố là nơi đặt giám mục của Giáo phận Công giáo La Mã Gurk-Klagenfurt và là nơi có Đại học Klagenfurt, Đại học Khoa học Ứng dụng Kärnten và Học viện Âm nhạc Gustav Mahler.

## Địa lý

### Vị trí
Thành phố Klagenfurt nằm ở miền nam nước Áo, nằm giữa đất nước, gần biên giới quốc tế. Nó nằm ở vùng dưới ở trung tâm Áo. Khoảng cách từ Klagenfurt đến Innsbruck ở phía tây bằng khoảng cách từ Klagenfurt đến Vienna ở phía đông bắc.
Klagenfurt có độ cao 446 mét (1.463 foot) so với mực nước biển và có diện tích 120,03 kilômét vuông (46,34 dặm vuông Anh). Nó nằm trên hồ Wörthersee và trên sông Glan. Thành phố được bao quanh bởi một số ngọn đồi và núi có rừng bao phủ với độ cao lên đến 1.000 m (3.300 ft) (Ulrichsberg). Ở phía nam của thành phố là dãy núi Karawanken, ngăn cách Kärnten với các quốc gia có chung biên giới là Slovenia và Ý.

### Đơn vị hành chính
Klagenfurt được chia thành 15 phường:
| - I-IV Innere Stadt - V St. Veiter Vorstadt - VI Völkermarkter Vorstadt - VII Viktringer Vorstadt - VIII Villacher Vorstadt - IX Annabichl | - X St. Peter - XI St. Ruprecht - XII St. Martin - XIII Viktring - XIV Wölfnitz - XV Hörtendorf - XVI Welzenegg |

Các phường lại được chia thành 25 khu phố (Katastralgemeinde): Klagenfurt, Blasendorf, Ehrenthal, Goritschitzen, Großbuch, Großponfeld, Gurlitsch I, Hallegg, Hörtendorf, Kleinbuch, Lendorf, Marolla, Nagra, Neudorf, St. Martin bei Klagenfurt, St. Peter am Karlsberg, St. Peter bei Ebenthal, Sankt Peter am Bichl, St. Ruprecht bei Klagenfurt, Stein, Tentschach, Viktring, Waidmannsdorf, Waltendorf, và Welzenegg.

### Khí hậu

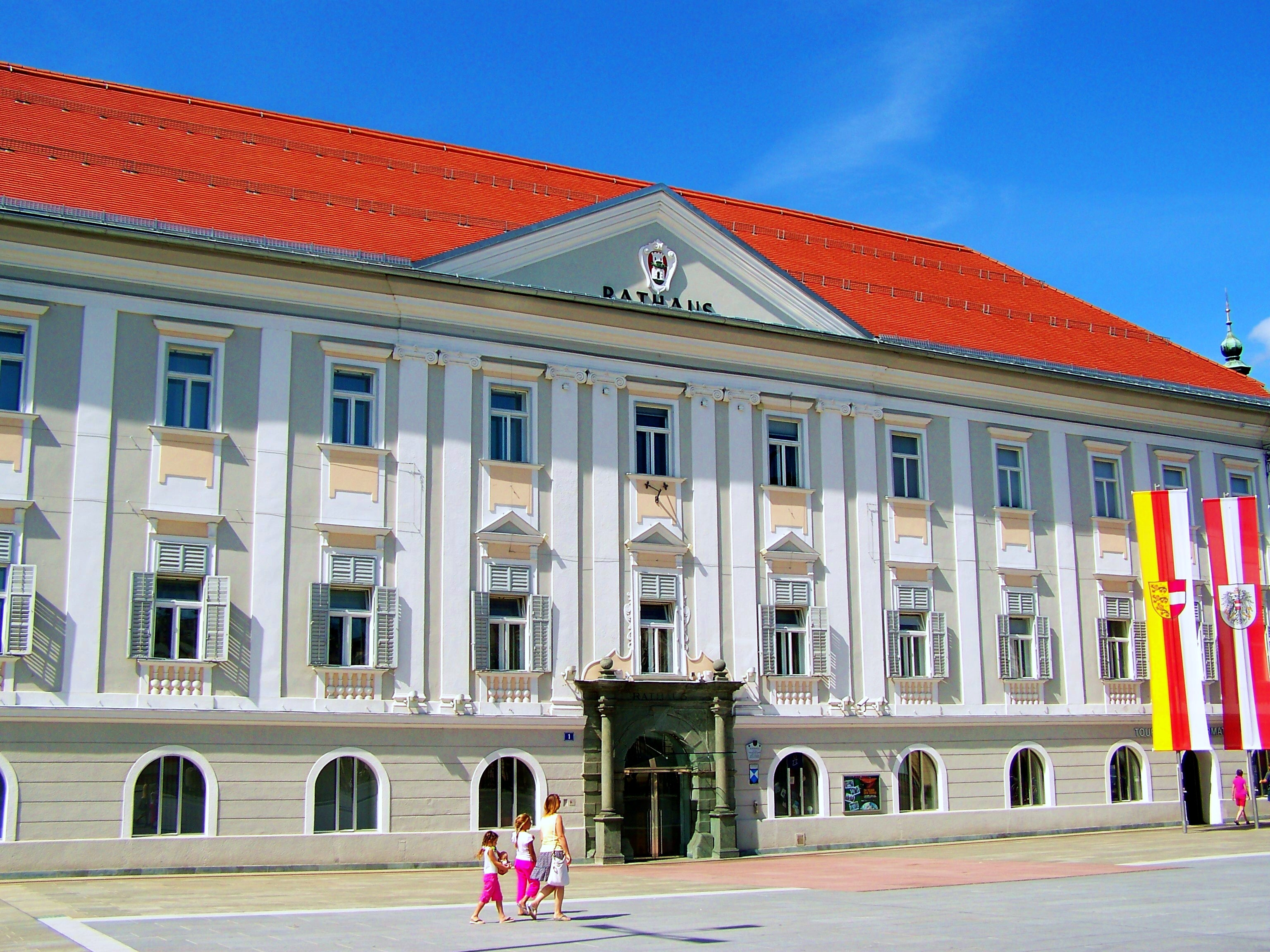
Tòa thị chính Klagenfurt

Klagenfurt có khí hậu lục địa điển hình, có sương mù vào mùa Hè và mùa Đông. Mùa Đông khá lạnh nhưng có các đợt gió phơn từ núi Karawanken ấm ơn thổi vào. Nhiệt độ trung bình từ năm 1961 đến năm 1990 là 7,1 °C, còn nhiệt độ trung bình năm 2005 là 9,3 °C.
| Dữ liệu khí hậu của Klagenfurt (1981–2010)               | Dữ liệu khí hậu của Klagenfurt (1981–2010) | Dữ liệu khí hậu của Klagenfurt (1981–2010) | Dữ liệu khí hậu của Klagenfurt (1981–2010) | Dữ liệu khí hậu của Klagenfurt (1981–2010) | Dữ liệu khí hậu của Klagenfurt (1981–2010) | Dữ liệu khí hậu của Klagenfurt (1981–2010) | Dữ liệu khí hậu của Klagenfurt (1981–2010) | Dữ liệu khí hậu của Klagenfurt (1981–2010) | Dữ liệu khí hậu của Klagenfurt (1981–2010) | Dữ liệu khí hậu của Klagenfurt (1981–2010) | Dữ liệu khí hậu của Klagenfurt (1981–2010) | Dữ liệu khí hậu của Klagenfurt (1981–2010) | Dữ liệu khí hậu của Klagenfurt (1981–2010) |
| Tháng                                                    | 1                                          | 2                                          | 3                                          | 4                                          | 5                                          | 6                                          | 7                                          | 8                                          | 9                                          | 10                                         | 11                                         | 12                                         | Năm                                        |
| -------------------------------------------------------- | ------------------------------------------ | ------------------------------------------ | ------------------------------------------ | ------------------------------------------ | ------------------------------------------ | ------------------------------------------ | ------------------------------------------ | ------------------------------------------ | ------------------------------------------ | ------------------------------------------ | ------------------------------------------ | ------------------------------------------ | ------------------------------------------ |
| Cao kỉ lục °C (°F)                                       | 15.7 (60.3)                                | 21.5 (70.7)                                | 24.0 (75.2)                                | 27.0 (80.6)                                | 32.4 (90.3)                                | 35.3 (95.5)                                | 35.8 (96.4)                                | 36.6 (97.9)                                | 30.7 (87.3)                                | 25.2 (77.4)                                | 21.5 (70.7)                                | 16.6 (61.9)                                | 36.6 (97.9)                                |
| Trung bình ngày tối đa °C (°F)                           | 0.6 (33.1)                                 | 4.8 (40.6)                                 | 10.7 (51.3)                                | 15.6 (60.1)                                | 21.0 (69.8)                                | 24.2 (75.6)                                | 26.5 (79.7)                                | 25.6 (78.1)                                | 20.7 (69.3)                                | 14.6 (58.3)                                | 6.7 (44.1)                                 | 1.1 (34.0)                                 | 14.3 (57.7)                                |
| Trung bình ngày °C (°F)                                  | −2.8 (27.0)                                | −0.4 (31.3)                                | 4.3 (39.7)                                 | 9.3 (48.7)                                 | 14.4 (57.9)                                | 17.8 (64.0)                                | 19.8 (67.6)                                | 19.0 (66.2)                                | 14.3 (57.7)                                | 9.3 (48.7)                                 | 3.1 (37.6)                                 | −1.4 (29.5)                                | 8.9 (48.0)                                 |
| Tối thiểu trung bình ngày °C (°F)                        | −7.1 (19.2)                                | −5.6 (21.9)                                | −1.2 (29.8)                                | 3.4 (38.1)                                 | 8.4 (47.1)                                 | 11.8 (53.2)                                | 13.5 (56.3)                                | 13.2 (55.8)                                | 9.3 (48.7)                                 | 5.1 (41.2)                                 | −0.2 (31.6)                                | −4.8 (23.4)                                | 3.8 (38.8)                                 |
| Thấp kỉ lục °C (°F)                                      | −25.1 (−13.2)                              | −25.6 (−14.1)                              | −18.8 (−1.8)                               | −5.9 (21.4)                                | −2.0 (28.4)                                | 2.1 (35.8)                                 | 3.0 (37.4)                                 | 3.4 (38.1)                                 | −1.0 (30.2)                                | −8.9 (16.0)                                | −17.4 (0.7)                                | −21.8 (−7.2)                               | −25.6 (−14.1)                              |
| Lượng Giáng thủy trung bình mm (inches)                  | 26 (1.0)                                   | 29 (1.1)                                   | 51 (2.0)                                   | 62 (2.4)                                   | 80 (3.1)                                   | 105 (4.1)                                  | 113 (4.4)                                  | 126 (5.0)                                  | 92 (3.6)                                   | 84 (3.3)                                   | 76 (3.0)                                   | 51 (2.0)                                   | 893 (35.2)                                 |
| Độ ẩm tương đối trung bình (%) (at 14:00)                | 76.5                                       | 60.7                                       | 52.0                                       | 48.7                                       | 49.2                                       | 50.1                                       | 49.1                                       | 51.3                                       | 55.3                                       | 63.6                                       | 74.0                                       | 80.6                                       | 59.3                                       |
| Số giờ nắng trung bình tháng                             | 90                                         | 140                                        | 170                                        | 184                                        | 223                                        | 226                                        | 255                                        | 239                                        | 189                                        | 128                                        | 74                                         | 62                                         | 1.981                                      |
| Phần trăm nắng có thể                                    | 35.7                                       | 53.3                                       | 49.8                                       | 48.9                                       | 50.8                                       | 51.1                                       | 57.1                                       | 57.6                                       | 53.0                                       | 41.3                                       | 27.0                                       | 24.8                                       | 45.9                                       |
| Nguồn: Central Institute for Meteorology and Geodynamics |                                            |                                            |                                            |                                            |                                            |                                            |                                            |                                            |                                            |                                            |                                            |                                            |                                            |

| Dữ liệu khí hậu của Klagenfurt (1971–2000)               | Dữ liệu khí hậu của Klagenfurt (1971–2000) | Dữ liệu khí hậu của Klagenfurt (1971–2000) | Dữ liệu khí hậu của Klagenfurt (1971–2000) | Dữ liệu khí hậu của Klagenfurt (1971–2000) | Dữ liệu khí hậu của Klagenfurt (1971–2000) | Dữ liệu khí hậu của Klagenfurt (1971–2000) | Dữ liệu khí hậu của Klagenfurt (1971–2000) | Dữ liệu khí hậu của Klagenfurt (1971–2000) | Dữ liệu khí hậu của Klagenfurt (1971–2000) | Dữ liệu khí hậu của Klagenfurt (1971–2000) | Dữ liệu khí hậu của Klagenfurt (1971–2000) | Dữ liệu khí hậu của Klagenfurt (1971–2000) | Dữ liệu khí hậu của Klagenfurt (1971–2000) |
| Tháng                                                    | 1                                          | 2                                          | 3                                          | 4                                          | 5                                          | 6                                          | 7                                          | 8                                          | 9                                          | 10                                         | 11                                         | 12                                         | Năm                                        |
| -------------------------------------------------------- | ------------------------------------------ | ------------------------------------------ | ------------------------------------------ | ------------------------------------------ | ------------------------------------------ | ------------------------------------------ | ------------------------------------------ | ------------------------------------------ | ------------------------------------------ | ------------------------------------------ | ------------------------------------------ | ------------------------------------------ | ------------------------------------------ |
| Cao kỉ lục °C (°F)                                       | 16.4 (61.5)                                | 21.5 (70.7)                                | 24.0 (75.2)                                | 26.7 (80.1)                                | 31.4 (88.5)                                | 33.1 (91.6)                                | 35.8 (96.4)                                | 35.5 (95.9)                                | 29.7 (85.5)                                | 26.3 (79.3)                                | 18.3 (64.9)                                | 16.6 (61.9)                                | 35.8 (96.4)                                |
| Trung bình ngày tối đa °C (°F)                           | 0.3 (32.5)                                 | 4.4 (39.9)                                 | 10.3 (50.5)                                | 14.9 (58.8)                                | 20.2 (68.4)                                | 23.4 (74.1)                                | 25.5 (77.9)                                | 25.1 (77.2)                                | 20.6 (69.1)                                | 14.2 (57.6)                                | 5.8 (42.4)                                 | 0.8 (33.4)                                 | 13.8 (56.8)                                |
| Trung bình ngày °C (°F)                                  | −4 (25)                                    | −1.4 (29.5)                                | 3.6 (38.5)                                 | 8.3 (46.9)                                 | 13.7 (56.7)                                | 16.9 (62.4)                                | 18.8 (65.8)                                | 18.2 (64.8)                                | 13.8 (56.8)                                | 8.2 (46.8)                                 | 1.7 (35.1)                                 | −2.7 (27.1)                                | 7.9 (46.2)                                 |
| Tối thiểu trung bình ngày °C (°F)                        | −7.2 (19.0)                                | −5.4 (22.3)                                | −1.3 (29.7)                                | 2.8 (37.0)                                 | 7.8 (46.0)                                 | 11.1 (52.0)                                | 12.9 (55.2)                                | 12.7 (54.9)                                | 9.0 (48.2)                                 | 4.3 (39.7)                                 | −1 (30)                                    | −5.2 (22.6)                                | 3.4 (38.1)                                 |
| Thấp kỉ lục °C (°F)                                      | −25.1 (−13.2)                              | −25.6 (−14.1)                              | −19.1 (−2.4)                               | −5.9 (21.4)                                | −2.2 (28.0)                                | 1.9 (35.4)                                 | 3.0 (37.4)                                 | 3.4 (38.1)                                 | −1.6 (29.1)                                | −8.9 (16.0)                                | −17.4 (0.7)                                | −28.1 (−18.6)                              | −28.1 (−18.6)                              |
| Lượng Giáng thủy trung bình mm (inches)                  | 30.9 (1.22)                                | 35.2 (1.39)                                | 50.2 (1.98)                                | 64.5 (2.54)                                | 78.5 (3.09)                                | 113.5 (4.47)                               | 117.6 (4.63)                               | 98.6 (3.88)                                | 89.7 (3.53)                                | 82.9 (3.26)                                | 78.9 (3.11)                                | 48.9 (1.93)                                | 889.4 (35.02)                              |
| Lượng tuyết rơi trung bình cm (inches)                   | 17.5 (6.9)                                 | 20.4 (8.0)                                 | 9.9 (3.9)                                  | 5.1 (2.0)                                  | 0.8 (0.3)                                  | 0.0 (0.0)                                  | 0.0 (0.0)                                  | 0.0 (0.0)                                  | 0.0 (0.0)                                  | 0.3 (0.1)                                  | 10.1 (4.0)                                 | 20.0 (7.9)                                 | 84.1 (33.1)                                |
| Số ngày giáng thủy trung bình (≥ 1.0 mm)                 | 5.1                                        | 4.9                                        | 6.2                                        | 8.0                                        | 9.6                                        | 11.5                                       | 10.2                                       | 9.4                                        | 7.2                                        | 7.3                                        | 7.1                                        | 5.4                                        | 91.9                                       |
| Độ ẩm tương đối trung bình (%) (at 14:00)                | 78.0                                       | 63.9                                       | 52.6                                       | 47.8                                       | 49.0                                       | 50.6                                       | 50.3                                       | 51.4                                       | 65.8                                       | 63.0                                       | 76.1                                       | 81.9                                       | 60.0                                       |
| Số giờ nắng trung bình tháng                             | 78.8                                       | 123.0                                      | 158.3                                      | 175.2                                      | 212.5                                      | 217.5                                      | 241.2                                      | 233.0                                      | 180.5                                      | 125.6                                      | 66.0                                       | 57.4                                       | 1.869                                      |
| Phần trăm nắng có thể                                    | 31.2                                       | 46.6                                       | 46.2                                       | 46.5                                       | 48.5                                       | 49.2                                       | 53.9                                       | 56.1                                       | 50.7                                       | 40.8                                       | 24.1                                       | 23.1                                       | 43.1                                       |
| Nguồn: Central Institute for Meteorology and Geodynamics |                                            |                                            |                                            |                                            |                                            |                                            |                                            |                                            |                                            |                                            |                                            |                                            |                                            |

## Tên gọi
Các nhà ngôn ngữ học nổi tiếng ở Kärnten là Primus Lessiak và Eberhard Kranzmayer cho rằng tên của thành phố dịch theo nghĩa đen là "nơi than khóc" (ford of lament) hoặc "nơi than thở" (ford of complaints), có liên quan gì đó đến suy nghĩ mê tín rằng các nàng tiên hoặc ác quỷ định mệnh có xu hướng sống quanh vùng nước nguy hiểm hoặc đầm lầy. Trong văn hóa Slovene cổ, cviljovec là một nơi bị ám bởi một hồn ma nữ khóc lóc hay cvilya. Do đó, họ cho rằng tên của Klagenfurt là một bản dịch của những người Đức từ tên gốc trong tiếng Slovene của vùng đất ngập nước lân cận. Tuy nhiên, việc người Slovene đề cập đến Klagenfurt sớm nhất dưới dạng "v Zelouzi" ('in Celovec', tên người Slovene đặt cho Klagenfurt) có từ năm 1615 (cách đây hơn 400 năm) và do đó có thể là một bản dịch từ tiếng Đức. Mặt khác, cách giải thích mới nhất là bản thân từ cviljovec của người Slovene cổ trở lại thành l'aquiliu in nghiêng có nghĩa là một địa điểm tại hoặc dưới nước, điều này sẽ làm cho lý thuyết đầm lầy than khóc trở nên lỗi thời.
Các học giả đã nhiều lần cố gắng giải thích cái tên đặc biệt của thành phố: Vào thế kỷ 14, tu viện trưởng kiêm nhà sử học Johann von Viktring đã dịch tên của Klagenfurt trong cuốn sử học Liber certarum của ông là Queremoniae Vadus, tức là "lời phàn nàn", Hieronymus Megiser, Bậc thầy của trường đại học Quý tộc Kärnten ở Klagenfurt và là người biên tập cuốn lịch sử được in sớm nhất của công quốc vào năm 1612, được cho là đã tìm ra nguồn gốc của cái tên trong một "nơi đi qua sông Glan", tuy nhiên, điều này là không thể lý do ngôn ngữ. Dân gian cũng có lời giải thích riêng như sau: Một người thợ làm bánh học việc bị buộc tội trộm cắp và bị xử tử nhưng khi vài ngày sau đó, hành vi trộm cắp được cho là do nhầm lẫn và anh ta được chứng minh là hoàn toàn vô tội, người dân "than thở" ( 'Klagen') đã đi tới đi lui". Câu chuyện này được kể lại bởi Aeneas Silvius Piccolomini, người sau này trở thành Giáo hoàng Piô II.
Năm 2007, thành phố đổi tên chính thức thành "Klagenfurt am Wörthersee" (tức là Klagenfurt trên Hồ Wörthersee). Tuy nhiên, vì không có nơi nào khác mang tên Klagenfurt nữa nên cái tên ngắn hơn trước đó vẫn còn phổ biến.

## Lịch sử

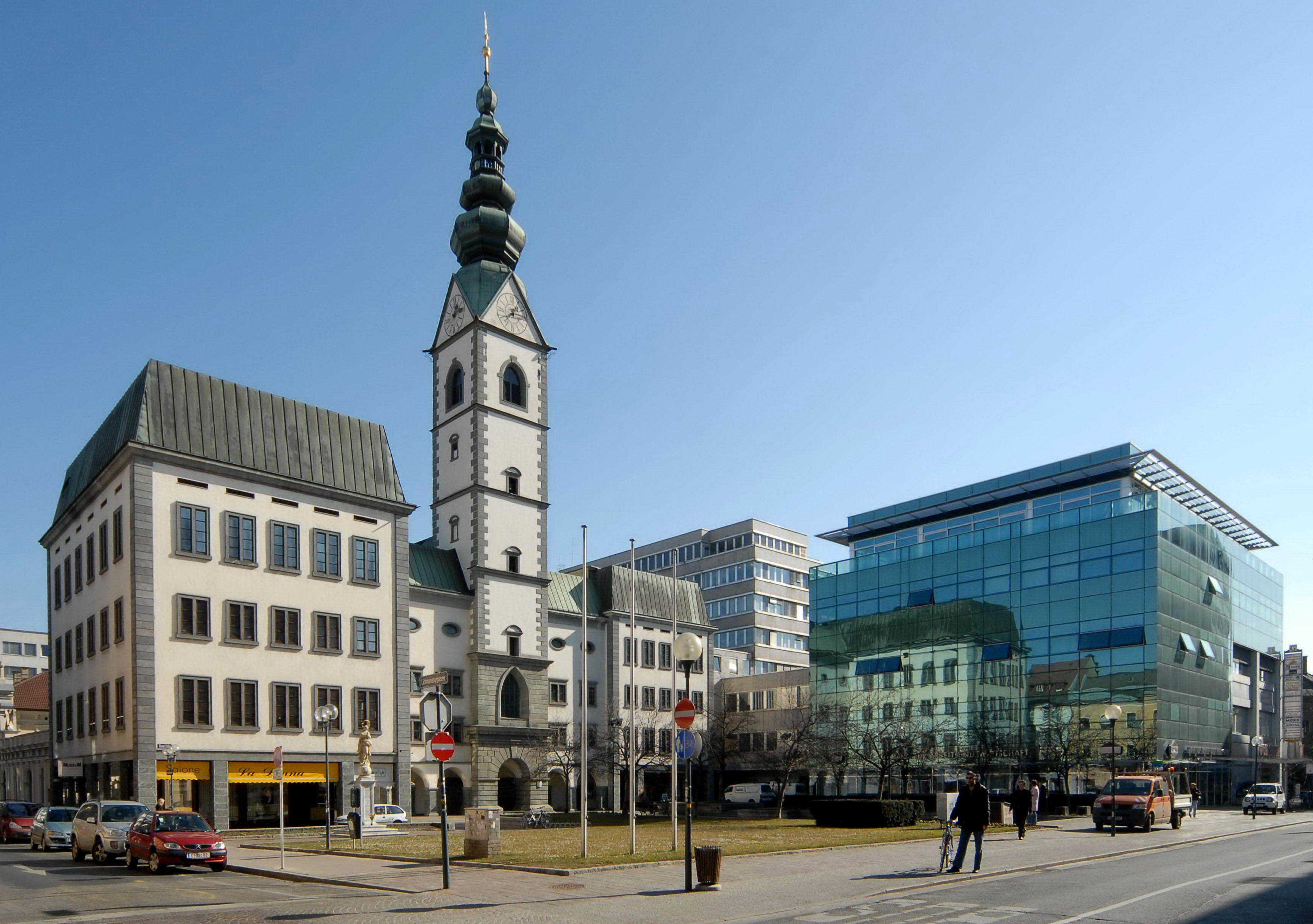
Thánh đường Klagenfurt và Domplatz

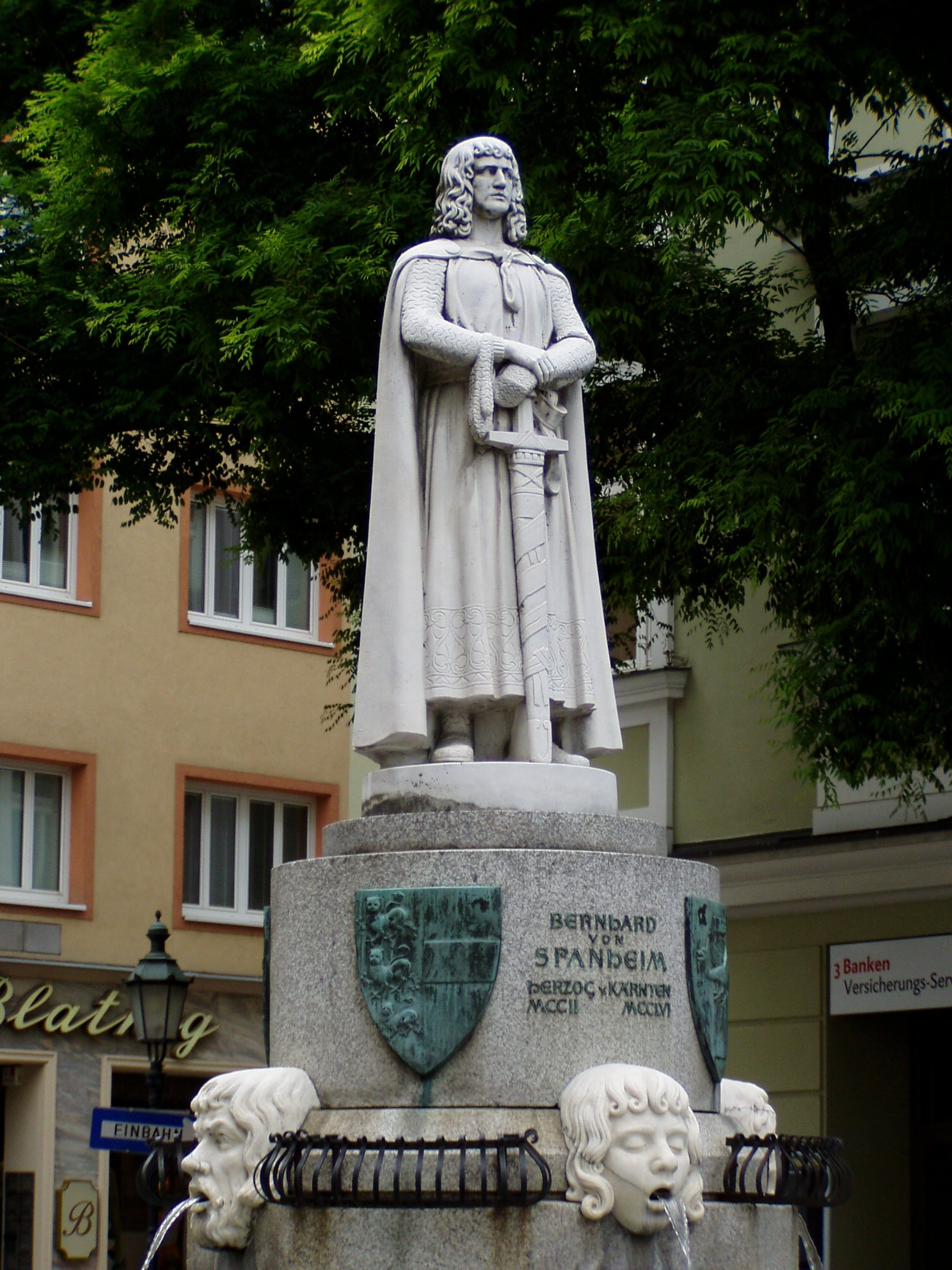
Công tước Bernhard von Spanheim, người sáng lập Thành phố

Truyền thuyết kể rằng Klagenfurt được thành lập sau khi một vài dũng sĩ đã giết chết "Lindwurm" đáng ghê tởm (một con rồng có cánh ở đồng hoang gần hồ, thường ăn thịt các trinh nữ). Truyền thuyết kể rằng con rồng đã bị đánh bại bởi một con bò đực béo trên sợi xích mà những người đàn ông đã gắn trên một tòa tháp vững chắc. Kỳ tích được tưởng nhớ bởi một tượng đài thời Phục hưng hoành tráng nặng 9 tấn ở trung tâm thành phố.
Trong lịch sử, nơi này được thành lập bởi Công tước Spanheim Herman như một thành trì nằm trên các tuyến đường thương mại trong khu vực. Lần đầu tiên nơi này được nhắc tới là từ cuối thế kỷ 12 trong một tài liệu trong đó Công tước Ulric II. Miễn phí cho Tu viện Thánh Paul ở "foro Chlagenvurth".  Khu định cư đó nằm trong khu vực thường xuyên bị ngập lụt, vì vậy vào năm 1246, con trai của Công tước Herman, Công tước Bernhard von Spanheim đã chuyển nó đến một vị trí an toàn hơn và do đó được coi là người sáng lập thực sự của khu chợ vào năm 1252 đã nhận được một hiến chương thành phố.
Trong những thế kỷ tiếp theo, Klagenfurt hứng chịu hỏa hoạn, động đất, nạn châu chấu và các cuộc tấn công từ người Ottoman Hồi giáo và bị tàn phá bởi các cuộc chiến tranh nông dân. Năm 1514, một trận hỏa hoạn gần như thiêu rụi hoàn toàn thành phố và vào năm 1518, Hoàng đế Maximilian I đã không đủ khả năng xây dựng lại nó. Dù bị người dân phản đối, ông đã nhượng lại Klagenfurt cho giới quý tộc của Công quốc. Trước đây chưa từng có chuyện như vậy xảy ra. Tuy nhiên, các chủ sở hữu mới đã mang lại sự phục hưng kinh tế và sự thăng tiến về chính trị và văn hóa ở Klagenfurt. Một con kênh được đào để nối thành phố với hồ như một con đường vận chuyển gỗ để xây dựng lại thành phố và đào những con hào mới của thành phố; các gia đình quý tộc có những ngôi nhà phố được xây dựng ở thủ đô mới của công quốc; thành phố được mở rộng theo hình bàn cờ hình học theo ý tưởng thời Phục hưng của kiến trúc sư người Ý Domenico dell'Allio; quảng trường trung tâm thành phố mới Neuer Platz được xây dựng và những công sự mới tốn nửa thế kỷ xây dựng đã biến Klagenfurt trở thành pháo đài hùng mạnh nhất ở phía bắc dãy Alps.
Vào năm 1809, quân đội Pháp (dưới thời Napoléon) trước khi rời đi đã phá hủy các bức tường thành, đổi lấy một số tiền lớn do người dân thu thập được, chỉ có một cổng phía đông (đã được kéo xuống để mở đường cho giao thông vài thập kỷ sau đó) và cổng nhỏ trải dài ở phía tây mà bây giờ là tất cả những gì còn lại của các công sự vĩ đại một thời. Năm 1863, kết nối đường sắt đến Sankt Veit an der Glan và việc xây dựng tuyến đường sắt Vienna-Trieste đã thúc đẩy nền kinh tế của thành phố, mang đến cho thành phố một nhà ga trung tâm hùng vĩ (bị phá hủy trong Thế chiến thứ hai) và củng cố vai trò của Klagenfurt là trung tâm của vùng.

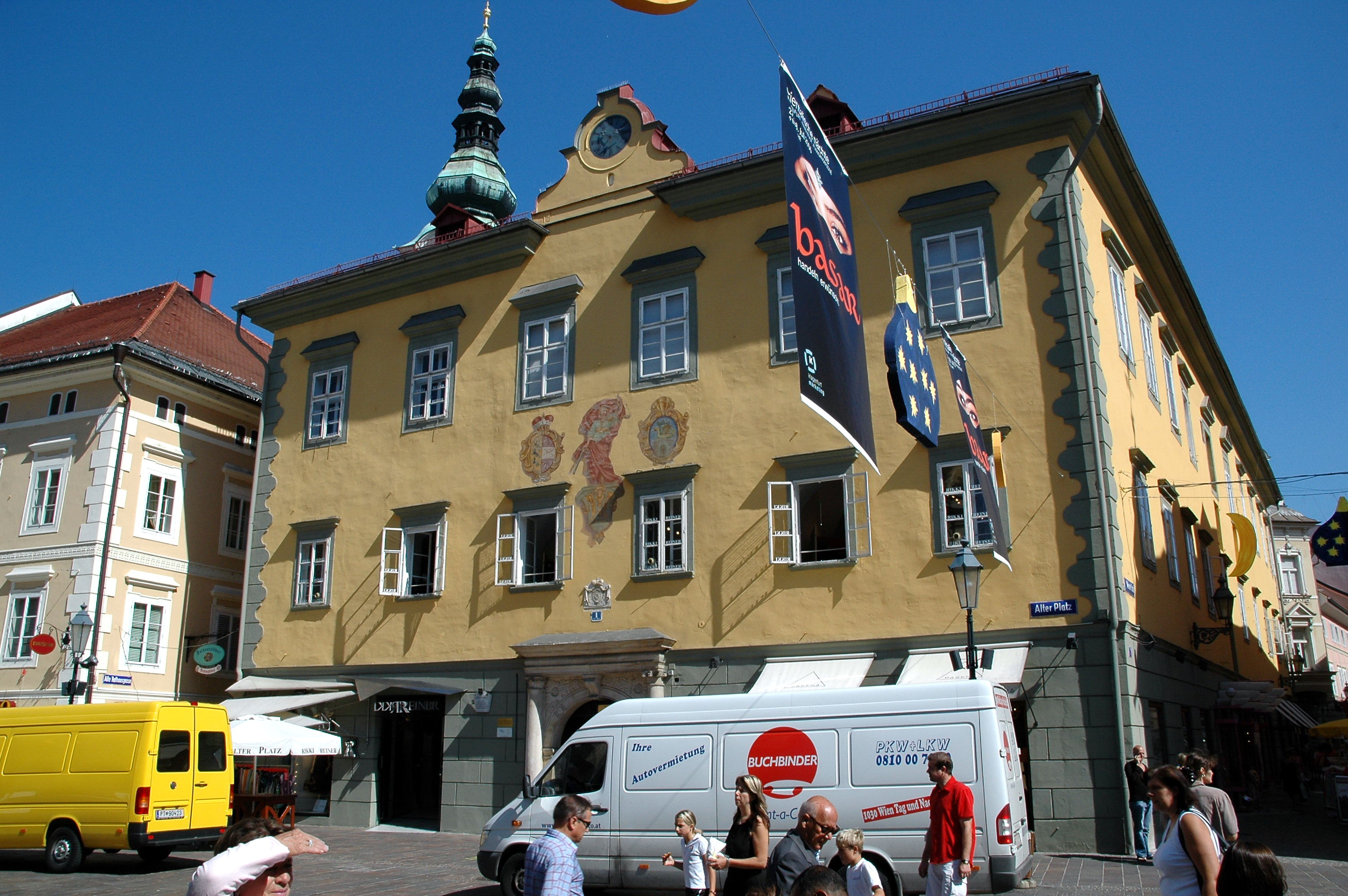
Tòa thị chính cũ, Alter Platz.

Trong thế kỷ 19, thành phố đã phát triển thành một trung tâm văn hóa quan trọng của người Slovene ở Kärnten. Nhiều nhân vật quan trọng trong cộng đồng người Slovene đã sống, học tập hoặc làm việc ở Klagenfurt, nổi bật trong số đó có Anton Martin Slomšek, người sau này trở thành giám mục đầu tiên ở Maribor và được phong chân phước vào năm 1999, các nhà ngữ văn Jurij Japelj và Anton Janežič, chính trị gia Andrej Einspieler và nhà hoạt động Matija Majar. Nhà thơ dân tộc người Slovene France Prešeren cũng đã dành một thời gian ngắn trong sự nghiệp chuyên nghiệp của mình ở đó. Vào ngày 27 tháng 7 năm 1851, theo ý của giám mục Slomšek, giáo viên Anton Janežič và cha sở Andrej Einspieler, nhà xuất bản Hội Mohorjeva được thành lập tại Klagenfurt và vào năm 1919, hội này chuyển đến Prevalje và sau đó đến Celje vào năm 1927 nhưng được tái thành lập ở Klagenfurt năm 1947. Một số tờ báo tiếng Slovene cũng đã được xuất bản tại thành phố, trong số đó có tờ Slovenski glasnik. Tuy nhiên, vào cuối thế kỷ 19, ảnh hưởng văn hóa và chính trị của người Slovene ở Klagenfurt đã giảm mạnh và vào cuối Thế chiến thứ nhất, thành phố này đã thể hiện đặc trưng của người Đức thuộc Áo.
Tuy nhiên, vào năm 1919, thành phố bị Quân đội của Vương quốc của người Serb, người Croatia và người Slovene (Vương quốc Nam Tư) chiếm đóng và tuyên bố chủ quyền. Năm 1920, lực lượng chiếm đóng Nam Tư rút khỏi trung tâm thị trấn nhưng vẫn ở các vùng ngoại ô phía nam như Viktring và Ebenthal. Cuối cùng, họ đã rút lui sau cuộc trưng cầu dân ý Kärnten vào tháng 10 năm 1920, khi đa số cử tri ở Khu vực A dùng đa ngôn ngữ quyết định Kärnten vẫn là một phần của Áo.
Năm 1938, dân số Klagenfurt tăng đột ngột hơn 50% do hợp nhất với thị trấn St. Ruprecht và các thành phố tự trị St. Peter, Annabichl và St. Martin. Trong Thế chiến thứ hai, thành phố đã bị đánh bom 41 lần. Các vụ đánh bom đã giết chết 612 người, phá hủy hoàn toàn 443 tòa nhà và làm hư hại 1.132 tòa nhà khác. Một khối lượng 110.000 mét khối (3.884.613 ft khối) của đống đổ nát đã phải được dọn đi trước khi người dân có thể bắt đầu xây dựng lại thành phố.
Để tránh bị tàn phá thêm và đổ máu lớn, vào ngày 3 tháng 5 năm 1945, Tướng Löhr của Tập đoàn quân E (Heeresgruppe E) đồng ý tuyên bố Klagenfurt là một "thành phố mở" "trong trường hợp các lực lượng Anh-Mỹ tấn công thành phố", một tuyên bố rằng được phát sóng nhiều lần và hai ngày sau đó cũng được xuất bản trên Kärntner Nachrichten.
Vào ngày 8 tháng 5 năm 1945, 9:30 sáng, Tập đoàn quân số 8 Lục quân Anh dưới sự chỉ huy của Tướng McCreery tiến vào Klagenfurt và được gặp chính quyền nhà nước và thành phố dân chủ mới tại Stauderhaus. Tất cả các vị trí chiến lược và các công trình quan trọng ngay lập tức bị chiếm giữ, Thiếu tướng Horatius Murray được đưa đến gặp Tướng Noeldechen để chính thức tiep nhận sự đầu hàng của Sư đoàn 438 Đức. Ba giờ sau, các nhóm lực lượng du kích đã đến trên một xe lửa chiếm giữ được ở thung lũng Rosental một ngày trước đó, cùng lúc với quân đoàn IV chính quy Nam Tư. Cả hai bên đều băng qua các đường phố của thành phố, nơi có hàng chục nghìn người tị nạn Volksdeutsche và hàng loạt binh lính thuộc mọi quốc tịch đã chiến đấu dưới sự chỉ huy của Đức và hiện đang chạy trốn khỏi người Nga. Các lực lượng du kích và quân chính quy Nam Tư đều tuyên bố chủ quyền với thành phố và vùng đất Nam Kärnten xung quanh, thành lập Komanda sta za Koroška, được đặt tên là "Bộ chỉ huy Quân khu Kärnten" dưới quyền Thiếu tá Egon Remec. Neuer Platz - được đổi tên thành Adolf Hitler Platz vào năm 1938 - những chiếc xe bọc thép của Anh được cho là đã đối mặt với xe bọc thép đồng minh của Nam Tư với thái độ thù địch, đó là một cảnh tượng gây tò mò cho những công dân được giải phóng nhưng đây có lẽ là một trong những truyền thuyết thời hiện đại.
Từ đầu năm 1945, khi triển vọng chiến tranh kết thúc khá rõ ràng, nhiều cuộc đàm phán giữa các đại diện của các tổ chức dân chủ trước năm 1934 đã diễn ra, sau đó mở rộng đến các sĩ quan cấp cao của Wehrmacht và các quan chức chính quyền. Ngay cả đại diện của du kích ở các ngọn đồi phía nam Klagenfurt cũng đã được gặp những người được cho là của một lực lượng SS mạnh ở Klagenfurt để thỏa thuận việc không cố gắng chiếm thành phố bằng vũ lực nhưng vẫn giữ nguyên tuyên bố chính thức rằng vùng đông nam Kärnten là thuộc sở hữu của Nam Tư.
Vào ngày 7 tháng 5 năm 1945, một ủy ban được triệu tập tại tòa nhà Landhaus cổ của chính quyền Gau để thành lập chính phủ Nhà nước Lâm thời và một trong nhiều quyết định được đưa ra là tuyên ngôn của "Nhân dân Kärnten". Tuyên bố này bao gồm báo cáo về việc từ chức của Gauleiter và Reichsstatthalter, Friedrich Rainer, việc chuyển giao quyền lực cho chính quyền mới và lời kêu gọi người dân cờ Áo hay Kärnten. Tuyên ngôn đã được in trên Kärntner Zeitung ngày 8 tháng 5. Vào ngày hôm sau, quân đội Nam Tư yêu cầu thị trưởng mới của Klagenfurt phải hạ cờ Áo khỏi tòa thị chính và treo cờ Nam Tư thay thế, Cảnh sát thị trấn người Anh Cptn. Watson ngay lập tức cấm việc này nhưng cũng ra lệnh hạ lá cờ Áo. Cùng ngày, một đội quân du kích mang theo súng máy, một phái viên Nam Tư đã xuất hiện tại tòa nhà Landesregierung, yêu cầu Quyền Thống đốc bang Piesch hủy bỏ lệnh hạ cờ Nam Tư nhưng đã bị phớt lờ.
Vài ngày trôi qua trước đó, dưới áp lực của Anh với sự hậu thuẫn ngoại giao của Hoa Kỳ, quân đội Nam Tư đã rút khỏi thành phố trước khi thành lập một chính quyền dân sự song song Kärnten-Slovene (Hội đồng quốc gia Kärnten) do Franc Petek chủ trì. Tuy nhiên, được sự bảo vệ của binh lính Anh, các thành viên của Chính phủ Quốc gia Lâm thời đã lên kế hoạch đưa ra một chương trình toàn diện về các triển vọng chính trị, xã hội và kinh tế mới tại vùng đất này để phục vụ sự tiếp quản của quân đội Anh. Hỗ trợ tài chính và bồi thường tài sản nhanh chóng cho các nạn nhân của chế độ Quốc xã là cần thiết. Điều này đặt ra một vấn đề vì một trong những hành động đầu tiên của người Anh là tịch thu tất cả tài sản của Đảng Quốc xã cũng như đóng băng tài khoản ngân hàng và phong tỏa các khoản chuyển tiền của họ. Phải mất vài tháng trước khi thông tin liên lạc cơ bản và giao thông công cộng, dịch vụ thư tín và cung cấp nhu yếu phẩm hoạt động trở lại ở một mức độ nào đó. Trong những năm tiếp theo những ngày hỗn loạn này, một bộ phận lớn của Tập đoàn quân số 8 của Anh được tái thành lập thành Lục quân Anh ở Áo (BTA) vào tháng 7 năm 1945, có trụ sở chính tại Klagenfurt - Kärnten, cùng với bang láng giềng Styria, được thành lập một phần của khu vực chiếm đóng của Anh ở nước Áo giải phóng. Khu vực này vẫn được giữ nguyên cho đến ngày 26 tháng 10 năm 1955.
Năm 1961, Klagenfurt trở thành thành phố đầu tiên ở Áo có khu vực dành riêng cho người đi bộ. Ý tưởng về sự kết nghĩa hữu nghị của các thành phố ở các quốc gia khác bắt đầu từ mối quan hệ đối tác thành phố đầu tiên giữa Klagenfurt và Wiesbaden, Đức vào đầu năm 1930. Điều này được tiếp nối bởi nhiều quan hệ đối tác thành phố, kết quả là vào năm 1968, Klagenfurt đã được vinh danh với danh hiệu "Thành phố Châu Âu của năm". Klagenfurt cũng đã được trao tặng Bằng khen Europa Nostra danh giá (một giải thưởng cho việc khôi phục và tái phát triển trung tâm cổ kính của nó) tổng cộng ba lần, đây là một kỷ lục đối với một thành phố châu Âu.
Năm 1973, Klagenfurt sáp nhập thêm bốn thành phố tự trị liền kề: Viktring với tu viện dòng Xitô lớn; Wölfnitz; Hörtendorf; và St. Peter am Bichl. Việc bổ sung các thành phố tự trị này đã làm tăng dân số của Klagenfurt lên khoảng 90.000 người.

## Dân số
Tính đến tháng 1 năm 2020, có 101.403 người có nơi cư trú chính là Klagenfurt.
Vào năm 2019, có khoảng 20.000 người sinh ra ở nước ngoài sống ở Klagenfurt, tương ứng với khoảng 20% dân số của thành phố.

## Điểm tham quan

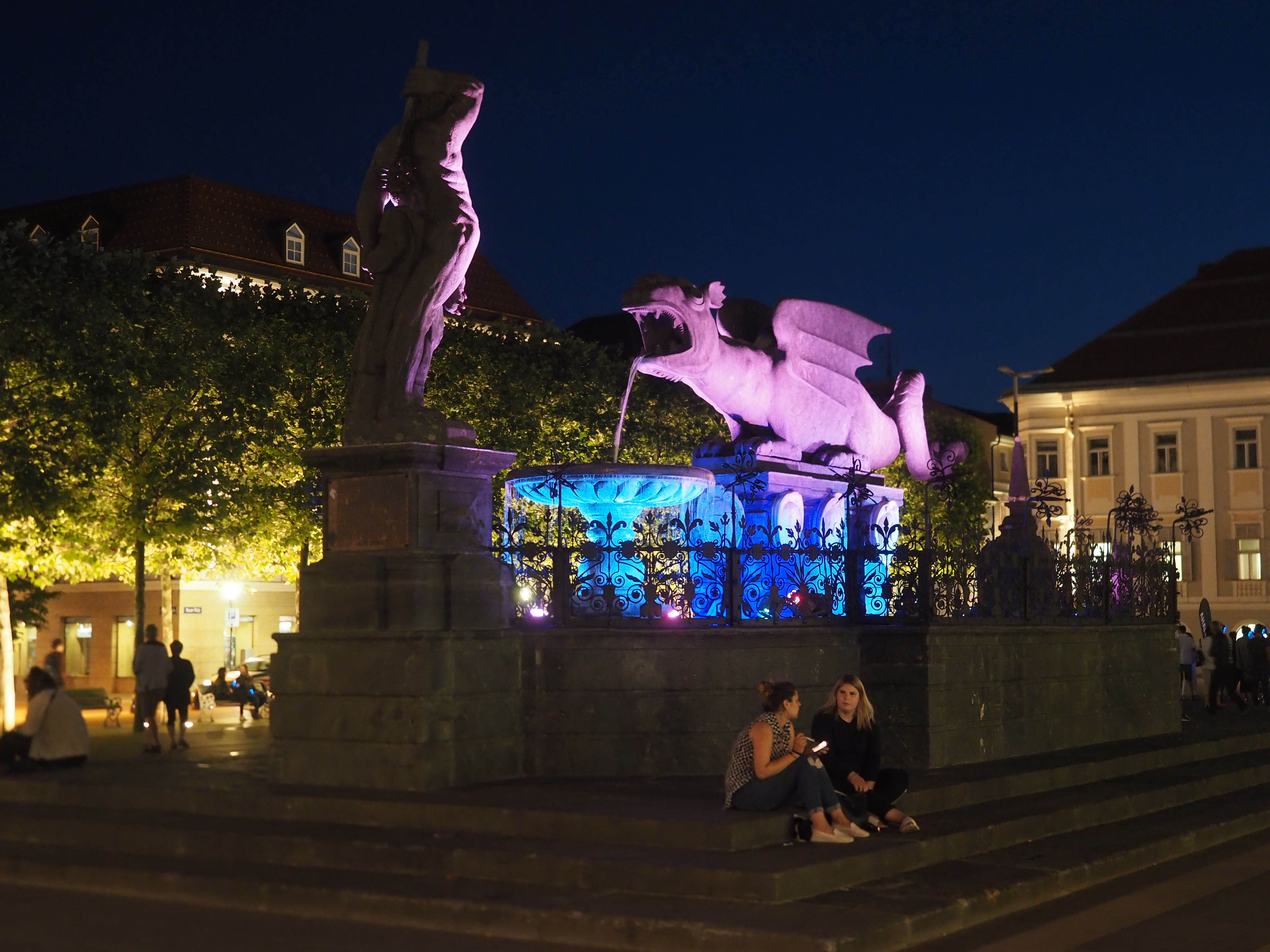
Đài phun nước Lindworm là một trong những địa danh dễ nhận biết nhất của trung tâm thành phố Klagenfurt.

Phố Cổ với trung tâm Alter Platz (Quảng trường Cổ) và các tòa nhà thời Phục hưng với những thềm ba hình vòng cung duyên dáng là một điểm thu hút lớn.
Các địa danh nổi tiếng còn có:
- Đài phun nước Lindworm năm 1593 với tượng Hercules được thêm vào năm 1633
- Landhaus, Cung điện quý tộc, hiện là trụ sở của Quốc hội Bang.
- Thánh đường Baroque, được xây dựng bởi các quý tộc Tin lành của Kärnten lúc bấy giờ
- Tu viện Viktring
- Sân vận động bóng đá Hypo-Arena
- Minimundus, "tiểu thế giới trên hồ Wörthersee"
- Công viên Tự nhiên Kreuzbergl với tháp quan sát và ngắm cảnh
- Vườn bách thảo nhỏ nhưng hấp dẫn dưới chân Kreuzbergl, có bảo tàng khai thác mỏ
- Wörthersee (hồ nước ấm nhất trong số các hồ lớn trên dãy núi Alps) với bãi cát và bể bơi công cộng ngoài trời lớn nhất châu Âu, thu hút 12.000 người tắm vào những ngày hè.
- Bán đảo Maria Loretto, với ngôi nhà cổ nông thôn mới được cải tạo, (gần đây được thành phố mua lại từ gia tộc  Rosenberg Carinithia)
- Lâu đài Tentschach và Hallegg.

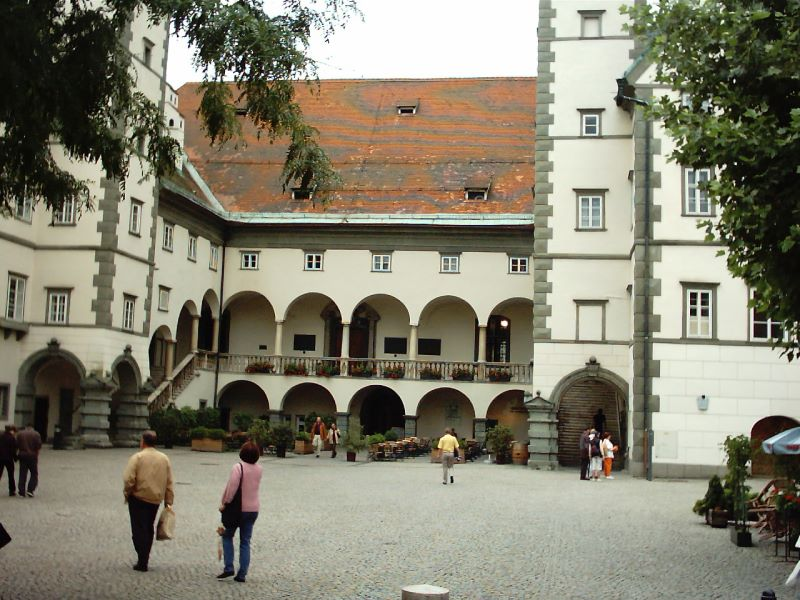
"Landhaus", cung điện của giới quý tộc, bây giờ là Nghị viện Bang.
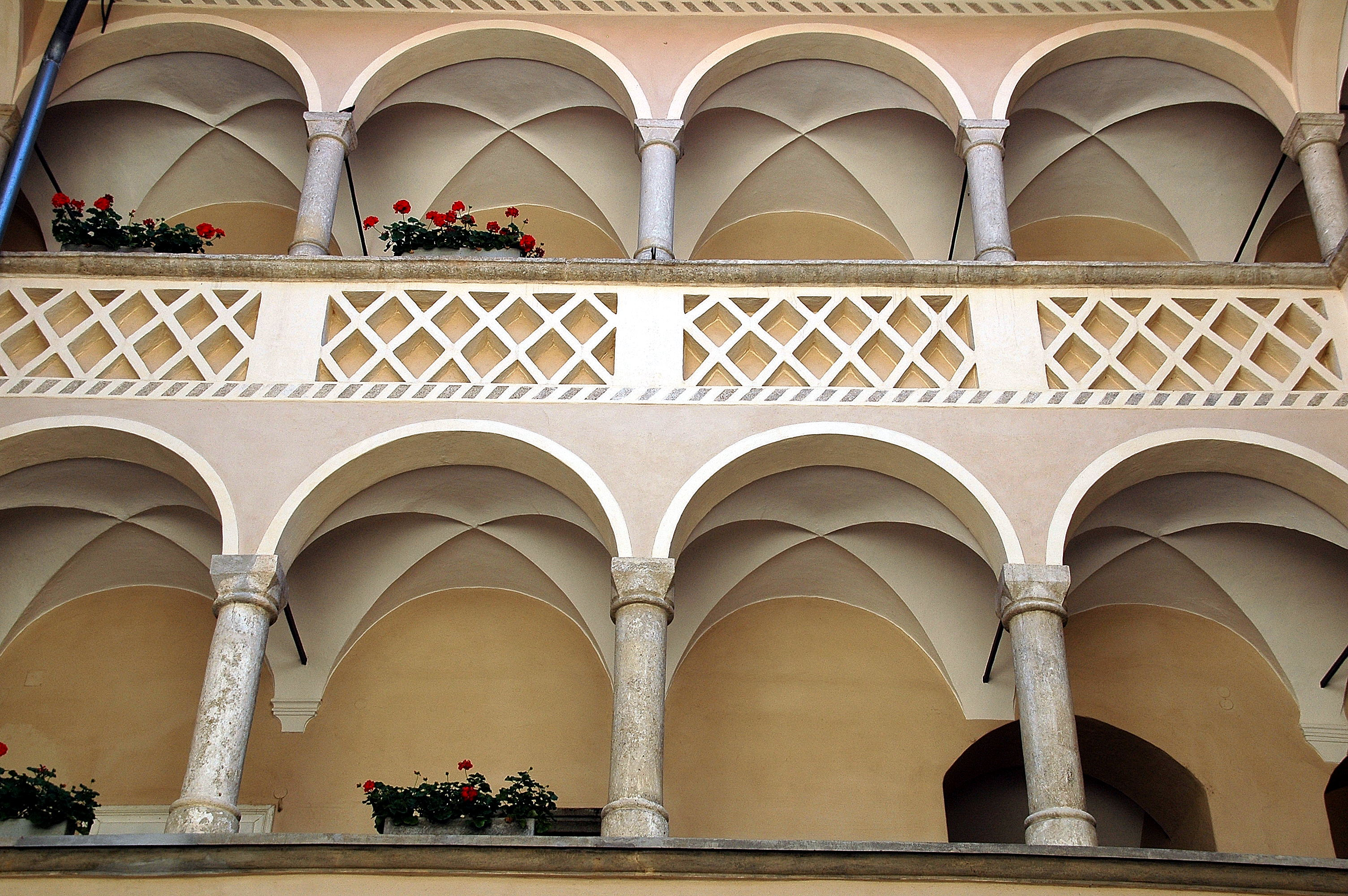
Sân có mái vòm trong tòa thị chính cũ.
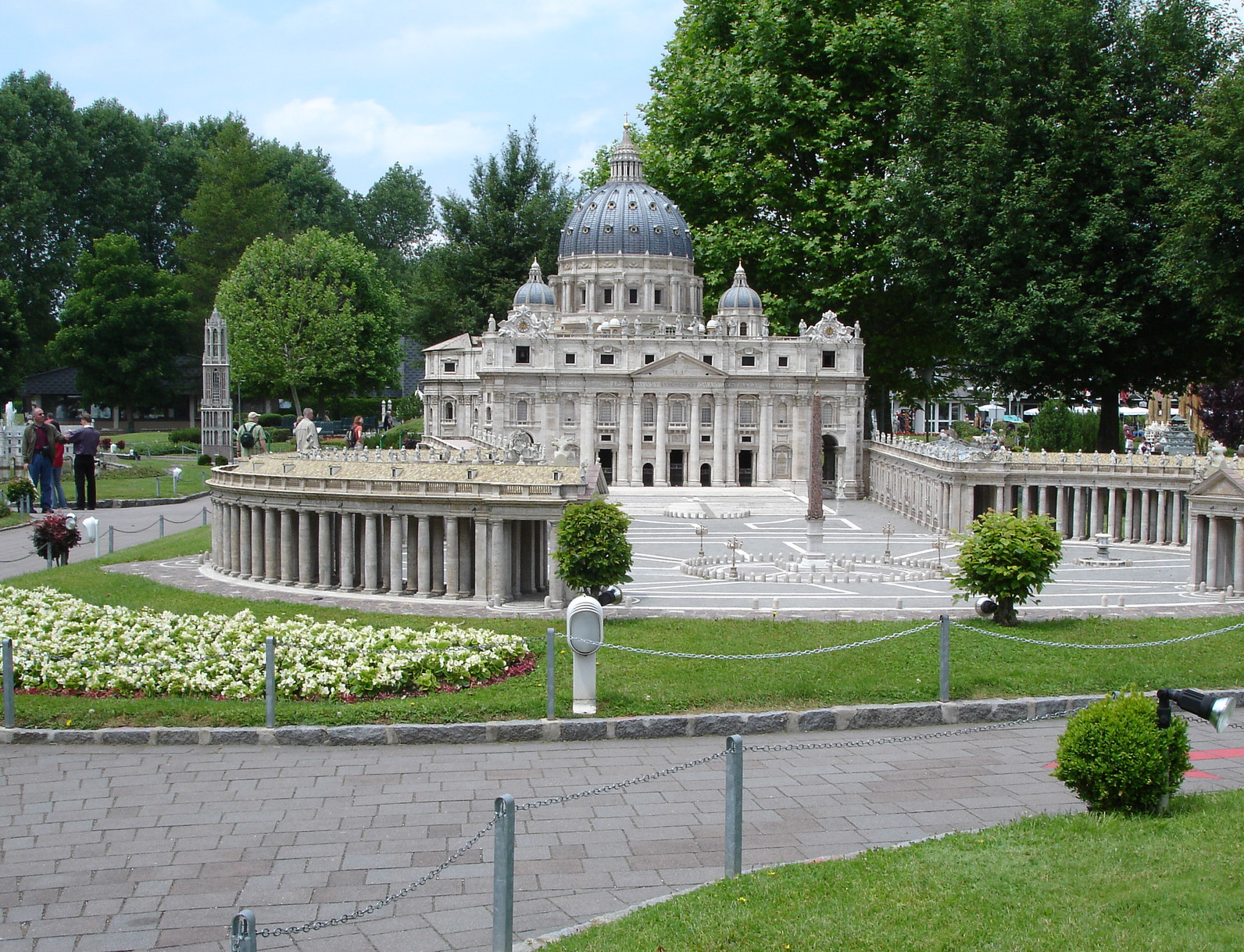
Tượng Thánh Peter, Rome ở Minimundus.
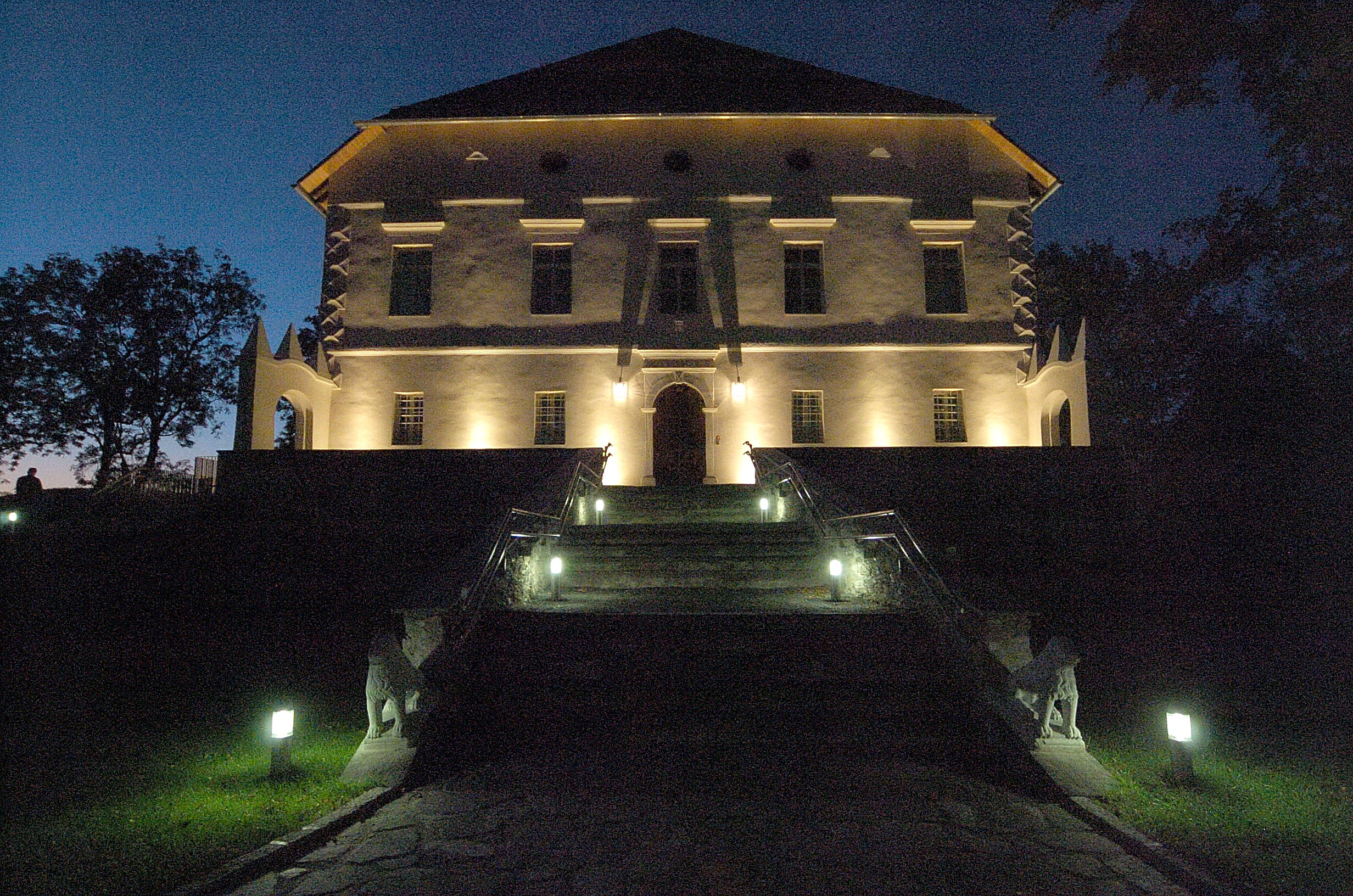
Loretto sau khi cải tạo 2007.
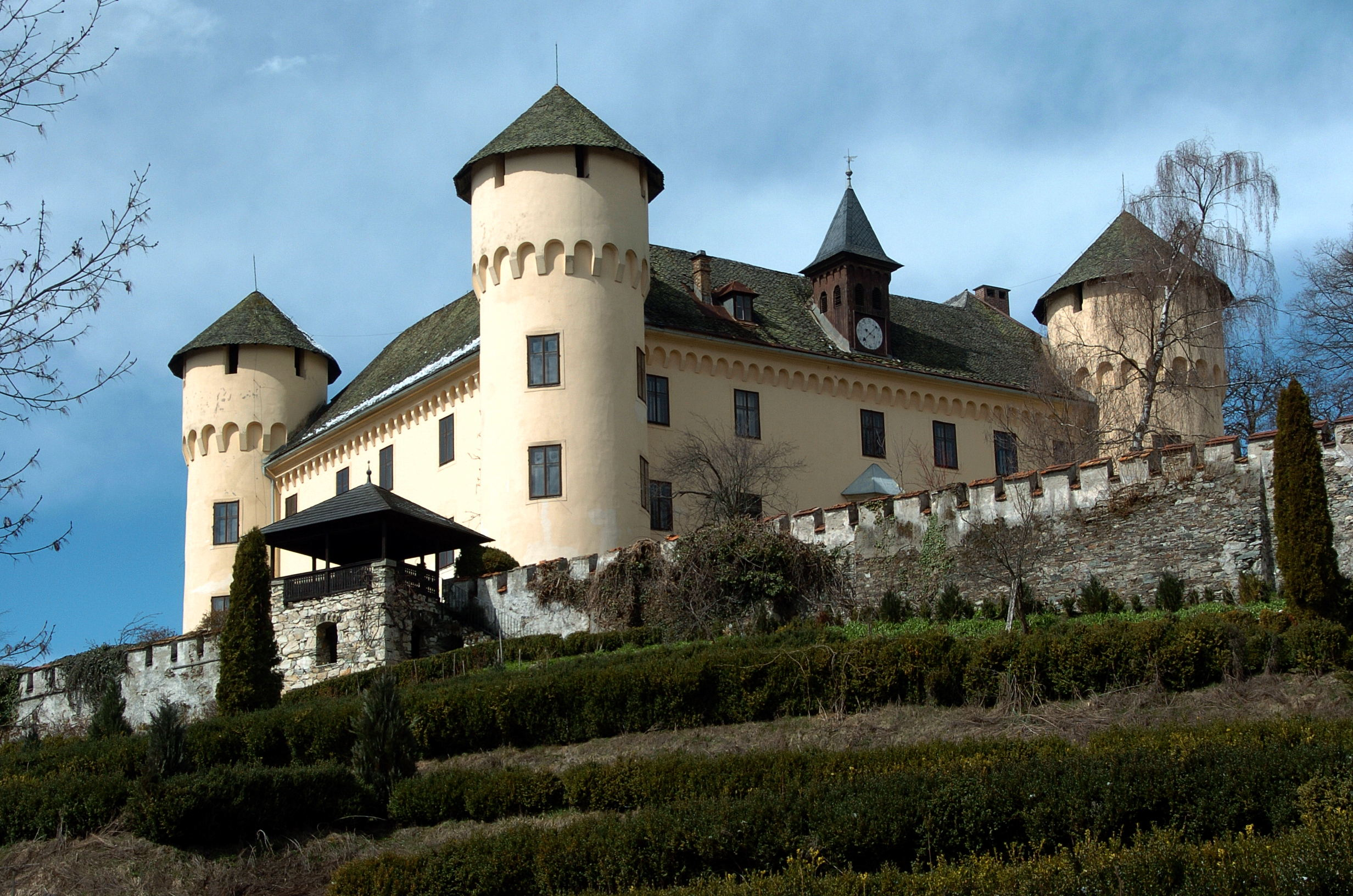
Lâu đài Tentschach.

## Kinh tế
Klagenfurt là trung tâm kinh tế của Kärnten, với 20% các công ty của bang đóng ở đây. Thời điểm tháng 5 năm 2001 có 63.618 lao động ở 6.184 công ty trong thành phố này, 33 công ty có hơn 200 nhân viên. Các ngành kinh tế phổ biến là công nghiệp nhẹ, điện tử và du lịch. Ngoài ra còn có một số văn phòng in ấn.

## Vận tải
Sân bay Klagenfurt là sân bay quốc tế chính có kết nối với một số thành phố lớn của Châu Âu và các khu nghỉ mát ở nước ngoài.
Nhà ga trung tâm Klagenfurt (tiếng Đức: Hauptbahnhof) nằm ở phía nam trung tâm thành phố.
Thành phố nằm ở giao điểm của đường cao tốc A2 và S37. A2 autobahn chạy từ Vienna qua Graz và Klagenfurt đến Villach và xa hơn đến biên giới giáp Ý. Xa lộ S37 chạy từ Vienna qua Bruck an der Mur và Sankt Veit an der Glan đến Klagenfurt. Đường cao tốc B91 Đèo Loibl đi Ljubljana, thủ đô Slovenia, cách Klagenfurt chỉ 88 km (55 mi).
Lưu lượng giao thông ở Klagenfurt cao (mức độ cơ giới hóa: 572 xe/1000 dân vào năm 2007).  Vào những năm 1960, với việc đường xe điện (xe điện) cuối cùng bị phá bỏ, Klagenfurt trở thành một thành phố thân thiện với ô tô với nhiều con đường rộng rãi. Một đường cao tốc thậm chí đã được lên kế hoạch đi qua thành phố một phần dưới lòng đất nhưng ngày nay đã đi ngang qua thành phố về phía bắc. Vấn đề bốn tuyến đường sắt từ Bắc, Tây, Nam và Đông gặp nhau tại ga trung tâm phía Nam của trung tâm thành phố và làm tắc nghẽn giao thông thành phố đã được giải quyết nhờ một số hầm chui trên các tuyến giao thông chính. Tuy nhiên, mặc dù có 28 tuyến xe buýt nhưng hiện nay tình trạng tắc đường vẫn thường xuyên xảy ra ở hầu hết các thành phố có quy mô tương tự. Ý tưởng về một hệ thống giao thông nhanh chóng sử dụng đường ray xe lửa hiện có, đường sắt cáp treo đến sân vận động bóng đá hoặc dịch vụ thuyền máy thông thường trên kênh đào Lend từ trung tâm thành phố đến hồ đã không thành hiện thực. Nhưng đối với những người ưa thích du lịch nhàn nhã, có một dịch vụ thuyền máy và tàu hơi nước thường xuyên trên hồ nối các khu nghỉ mát ở Wörthersee. Dù những mùa đông khắc nghiệt không còn diễn ra thường xuyên nữa, bạn vẫn có thể băng nhanh qua hồ đóng băng trên đôi giày trượt của mình.

## Văn hóa
Có một nhà hát nhân dân kiêm nhà hát opera với các công ty chuyên nghiệp, một dàn nhạc giao hưởng chuyên nghiệp, một nhạc viện và phòng hòa nhạc tiểu bang. Có những hiệp hội âm nhạc như Musikverein (thành lập năm 1826) hoặc Mozartgemeinde, một công ty sân khấu thể nghiệm tư nhân, Bảo tàng Nhà nước, một bảo tàng nghệ thuật hiện đại và bảo tàng Giáo phận về nghệ thuật tôn giáo; Nhà nghệ sĩ, hai phòng trưng bày thành phố và một số phòng trưng bày tư nhân, một cung thiên văn ở Europa-Park, các tổ chức văn học như nhà Robert Musil và một cuộc thi văn học Đức có uy tín trao giải Giải Ingeborg Bachmann.

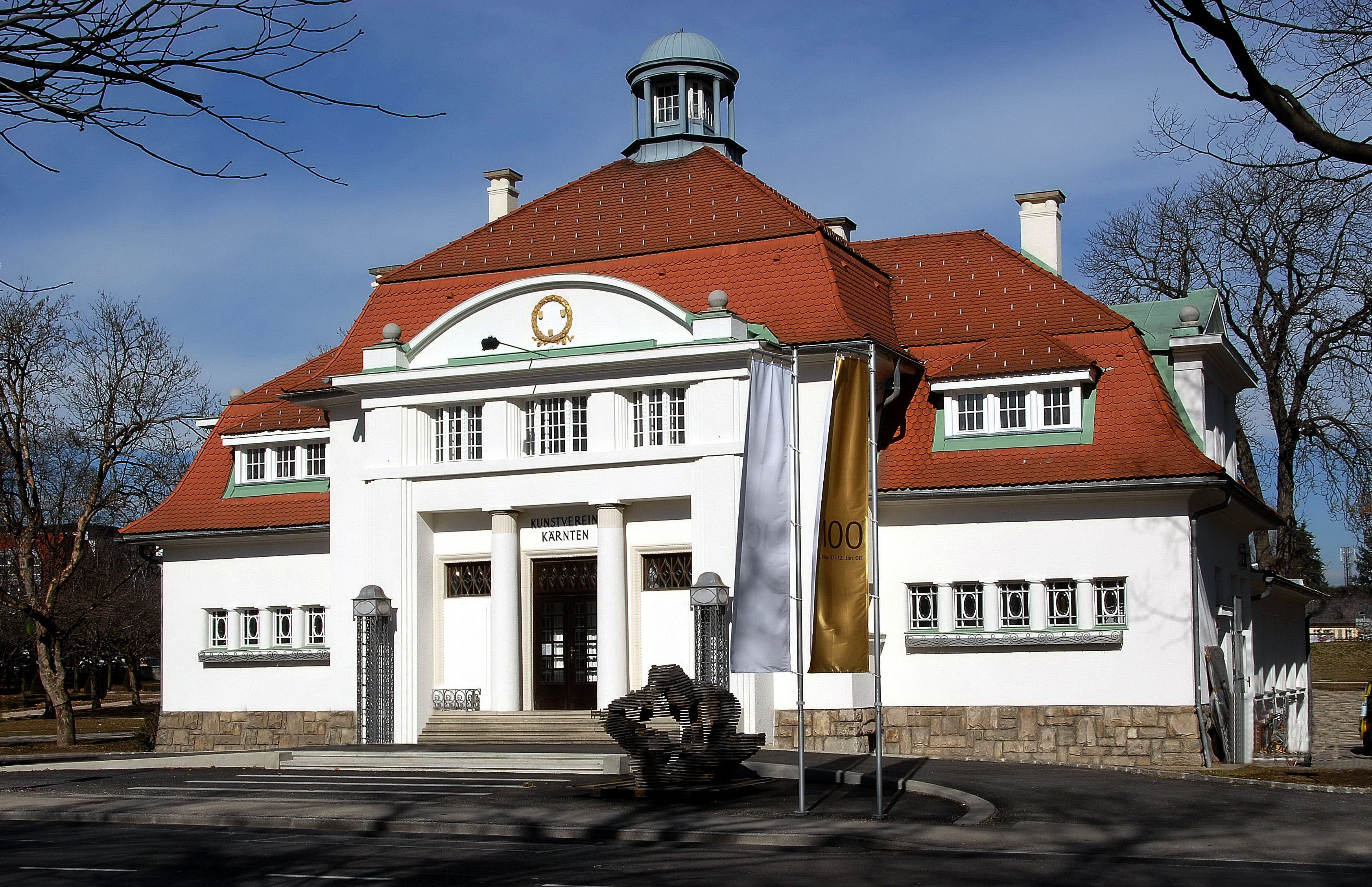
Ngôi nhà của các nghệ sĩ, 1913/14, Kiến trúc sư: Franz Baumgartner

Klagenfurt là nhà của một số nhà xuất bản nhỏ nhưng rất tuyệt vời và một số tờ báo hoặc ấn bản khu vực cũng được xuất bản ở đây bao gồm các nhật báo như "Kärntner Krone", "Kärntner Tageszeitung" , "Kleine Zeitung".
Klagenfurt là một điểm nghỉ mát nổi tiếng với những ngọn núi ở cả phía nam và phía bắc, nhiều công viên và một loạt 23 ngôi nhà và lâu đài ở vùng ngoại ô. Vào mùa hè, thành phố là nơi tổ chức lễ hội Altstadtzauber (Phép thuật của Thành Cổ).
Cũng tọa lạc ở đây là Đại học Klagenfurt, một khu đại học của Fachhochschule Kärnten, Đại học Khoa học Ứng dụng Kärnten, một trường cao đẳng giáo dục đào tạo giáo viên tiểu học và trung học và giáo dục sau đại học giáo viên cũng như một trường cao đẳng giáo dục phổ thông (VHS) và hai cơ sở đào tạo nghề và dạy nghề (WIFI và BFI). Trong số các cơ sở giáo dục khác của Áo, có trường trung học và một trường trung học thương mại dạy bằng tiếng Slovene (thành lập năm 1957). Một số hiệp hội văn hóa và chính trị của người Slovene Kärnten cũng có trụ sở tại thành phố như Hội Mohorjeva, nhà xuất bản lâu đời nhất của người Slovene được thành lập tại Klagenfurt vào năm 1851.

## Giáo dục

### Cấp ba
- Đại học Klagenfurt
- Cơ sở Klagenfurt của FH Kärnten, Đại học Khoa học Ứng dụng Kärnten CUAS
- Pädagogische Hochschule Viktor Frankl, một hệ thống giáo dục
- Trung tâm Khoa học Sức khỏe với Học viện Hộ sinh và Trường điều dưỡng tại Bệnh viện Bang Klagenfurt
- Đại học Âm nhạc Gustav Mahler

### Trường cấp hai
Một số trường trung học:
- Europa-Gymnasium, trường trung học lâu đời thứ hai của Áo
- BG/BRG Mössingerstraße
- BRG Klagenfurt-Viktring tập trung vào nghệ thuật (âm nhạc và vẽ)
- ORG Thánh Ursula, một tổ chức Công giáo tư nhân
- Một trường trung học Gymnasium dạy tiếng Slovene

và các trường trung học phổ thông dạy chương trình giáo dục phổ thông kiêm đào tạo nghề:
- Hai trường Kỹ thuật: HTL Lastenstrasse và HTL Mössingerstraße
- Hai trường trung học thương mại:  Handelsakademie  số 1 và số 2
- Một trường trung học thương mại tiếng Slovene ("Handelsakademie")
- Một trường trung học ẩm thực, thời trang và thiết kế
- Một trường mầm non
- Một trường học về nông nghiệp và khoa học dinh dưỡng  ở dãy Alps
- Một trường quản lý xã hội của tổ chức từ thiện Caritas

### Cao học
- Trường Cao đẳng  Volkshochschule
- Viện Đào tạo Kỹ thuật của Công đoàn,  Berufsförderungsinstitut (BFI)
- Viện Đào tạo Kỹ thuật của Phòng thương mại,  Wirtschaftsförderungsinstitut (WIFI)
- Trường học buổi tối (Gymnasium và Trường Kỹ thuật Cơ điện)

### Các trường khác
- '' Landeskonservatorium '', một nhạc viện tiểu bang
- Trường Waldorf
- Trường học dành cho các nhân viên xã hội do Tổ chức từ thiện Caritas của Áo điều hành
- Trường Công lập kiểm soát hỏa hoạn Kärnten

## Thể thao
Nhà vô địch-kỷ lục gia khúc côn cầu trên băng Áo EC KAC là một trong những câu lạc bộ thể thao nổi tiếng nhất ở Áo. Câu lạc bộ "Eishockey Club Klagenfurter Athletiksport Club" (EC KAC) đã 30 lần vô địch Áo và người hâm mộ của họ đến từ khắp Kärnten. Câu lạc bộ bóng đá Premier League SK Austria Kärnten có trụ sở tại Klagenfurt. Klagenfurt đăng cai Khai mạc/Bế mạc Cuộc thi Ironman Áo gồm ba môn: bơi 3,8 km (2,4 dặm), đạp xe 180 km (112 dặm) và chạy bộ 42 km (26 dặm), một phần của loạt giải thể thao Ironman WTC, với đỉnh cao là Giải vô địch thế giới Hawaii.
Giải vô địch chèo thuyền thế giới (châu Âu) được tổ chức tại Wörthersee vào năm 1969.
Một trong những giải Grand Slam Bóng chuyền bãi biển của FIVB diễn ra tại Klagenfurt vào tháng 7 hàng năm và hầu như luôn là một trong những lễ hội lớn nhất trong năm của Áo. Bóng chuyền bãi biển phổ biến ở Áo mặc dù đất nước này không giáp biển. Các tuyển thủ Áo như Clemens Doppler, Florian Gosch và Alexander Horst, những ông trùm nhiều năm ở châu Âu đều chơi hàng năm tại giải này. Các nhà vô địch năm 2009 của giải đấu này là đội đoạt huy chương vàng Thế vận hội Mùa hè 2008 đến từ Mỹ, Phil Dalhausser và Todd Rogers.
Klagenfurt cũng đã tổ chức ba trận đấu tại Giải vô địch UEFA Euro 2008 tại Hypo-Arena mới được xây dựng gần đây. Klagenfurt cũng là ứng cử viên cho Thế vận hội Mùa đông 2006 và là sân nhà của đội bóng bầu dục Mỹ, Những chú sư tử đen Kärnten, đang thi đấu tại Giải hạng Nhất của Liên đoàn Bóng bầu dục Áo. Black Lions thu hút người hâm mộ từ khắp Kärnten, chơi các trận sân nhà ở cả Klagenfurt và Villach.

## Cư dân nổi tiếng

### Thế kỷ 12 đến 18
- Bernhard von Spanheim (1176 hoặc 1181 - 1256), Công tước Gia tộc Sponheim, là Công tước Kärnten trong 54 năm kể từ năm 1202
- Johann von Viktring (khoảng 1270 - 1347) nhà biên niên sử thời trung cổ và cố vấn chính trị ở Công quốc Kärnten
- Jurij Japelj (1744–1807) Linh mục Dòng Tên người Slovene, dịch giả và nhà ngữ văn
- Lorenz Chrysanth von Vest (sinh năm 1776 tại Klagenfurt - 1840) bác sĩ và nhà thực vật học người Áo.
- Franciszek Ksawery Lampi (sinh năm 1782 tại Klagenfurt - 1852), họa sĩ lãng mạn người Ba Lan
- Franz Heinrich Böckh (1787–1831), sử gia địa phương
- Josef Ferdinand Fromiller (1693-1760) là một họa sĩ quan trọng của Áo thời Baroque.

### Thế kỷ 19
- Friedrich Martin Josef Welwitsch (sinh năm 1806 ở Maria Saal - 1872) Nhà thám hiểm, nhà thực vật học người Áo, đã phát hiện ra cây Bách lan
- Matija Majar (1809–1892), Linh mục Công giáo La Mã và nhà hoạt động chính trị người Slovene Kärnten, học ở Klagenfurt
- Andrej Einspieler (1813–1888) Chính trị gia, linh mục Công giáo La Mã, nhà báo người Slovene, "ông tổ của người Slovene Kärnten"
- Anton Janežič (1828–1869) nhà ngôn ngữ học, nhà ngữ văn, sử gia văn học người Slovene Kärnten, đã đi học ở Klagenfurt
- Maximilian Daublebsky Freiherr von Sterneck zu Ehrenstein (sinh năm 1829 tại Klagenfurt - 1897) Đô đốc Hải quân Áo-Hung
- Josef Stefan (sinh năm 1835 ở Klagenfurt - 1893), nhà vật lý, nhà toán học, nhà thơ người Slovene Kärnten của Đế quốc Áo
- Hubert Leitgeb (sinh năm 1835 tại Portendorf - 1888) nhà thực vật học người Áo
- Gustav Adolf Franz Xavier Gugitz (sinh năm 1836 ở Klagenfurt - 1882) Kiến trúc sư người Áo
- Markus von Jabornegg zu Gamsenegg und Moderndorf (sinh năm 1837 tại Klagenfurt - 1910) quan chức chính phủ, nhà thực vật học người Áo
- Emanuel Alexander Herrmann (sinh năm 1839 tại Klagenfurt - 1902) Nhà kinh tế người Áo, người đã giúp phát minh ra bưu thiếp - ông đã tạo ra thẻ bưu điện trả trước
- Hoàng tử Ludwig Gaston Klemens Maria của Saxe-Coburg và Gotha (sinh năm 1870 ở Ebenthal - 1942, ở Innsbruck), hoàng tử của Nhà của Saxe-Coburg và Gotha- Koháry sống ở Brazil cho đến năm 1889
- Bá tước Lucy Christalnigg von und zu Gillitzstein (1872–1914), nhân viên Hội Chữ thập đỏ và là tay đua mô tô
- Robert Musil (sinh năm 1880 tại Klagenfurt - 1942) Nhà văn triết học người Áo
- Hanns Albin Rauter (sinh năm 1895 tại Klagenfurt - 1949), tướng SS ở Hà Lan bị Đức Quốc xã chiếm đóng, hành quyết tội phạm chiến tranh
- Herbert Boeckl (1894-1966), một họa sĩ người Áo.

### Thế kỷ 20

#### 1900 đến 1919
- Roland Rainer (sinh năm 1910 tại Klagenfurt - 2004) Kiến trúc sư người Áo
- Hubert Petschnigg (sinh năm 1913 tại Klagenfurt - 1997) Kiến trúc sư người Áo.
- Ernst Lerch (sinh năm 1914 ở Klagenfurt - 1997) điều hành Chiến dịch Reinhard, vụ giết người hàng loạt người Do Thái trong Chính phủ phát xít Ba Lan
- Erwin Deutsch (1917–1992), nhà dược học

#### 1920 đến 1939
- Mirella Bentivoglio (sinh năm 1922 tại Klagenfurt) nhà điêu khắc, nhà thơ, nghệ sĩ trình diễn và người quản lý người Ý
- Felix Ermacora (1923–1995) chuyên gia nhân quyền
- Wolf In der Maur (sinh năm 1924 tại Klagenfurt - 2005), nhà báo và biên tập viên người Áo
- Ingeborg Bachmann (sinh năm 1926 tại Klagenfurt - 1973) Nhà thơ và tác giả người Áo
- Wolfgang Hollegha (sinh năm 1929 tại Klagenfurt) họa sĩ người Áo
- Karl Robatsch (sinh năm 1929 tại Klagenfurt - 2000) Kỳ thủ cờ vua và nhà thực vật học người Áo
- Heinz Nittel (1931–1981) chính trị gia trong chính quyền thành phố Vienna, bị sát hại
- Konrad Ragossnig (sinh năm 1932 tại Klagenfurt) nghệ sĩ guitar cổ điển và nghệ sĩ đàn lute.
- Günther Domenig (sinh năm 1934 tại Klagenfurt - 2012) Kiến trúc sư người Áo
- Hannes Heinz Goll (sinh năm 1934 tại Klagenfurt - 1999) Nhà điêu khắc, thợ in và họa sĩ người Áo, làm việc chủ yếu ở Colombia
- Udo Jürgens (sinh năm 1934 tại Klagenfurt - 2014) Ca sĩ người Áo-Thụy Sĩ, chiến thắng Eurovision Song Contest 1966 ở Áo
- Hermann Mittelberger (sinh năm 1935 tại Klagenfurt - 2004) nhà nghiên cứu ngữ hệ Ấn-Âu người Áo
- Karl Matthäus Woschitz (sinh năm 1937 tại Sankt Margareten im Rosental) nhà thần học và học giả kinh thánh người Áo.
- Dagmar Koller (sinh ra ở Klagenfurt 1939) Nữ diễn viên và ca sĩ người Áo
- Otto Anton Eder (sinh năm 1930 tại Klagenfurt-2004) là một đạo diễn và diễn viên người Áo.

#### 1940 đến 1959
- Peter Manfred Gruber (sinh năm 1941 tại Klagenfurt) nhà toán học người Áo làm việc về lý thuyết hình học số
- Gert Jonke (sinh năm 1946 tại Klagenfurt - 2009) Nhà thơ, nhà viết kịch và tiểu thuyết gia người Áo
- Vinko Ošlak (sinh năm 1947) Tác giả người Slovene, nhà tiểu luận, dịch giả, người viết chuyên mục và nhà ngôn ngữ học, sống ở Klagenfurt
- James Aubrey (1947 tại Klagenfurt - 2010) diễn viên nổi tiếng người Anh
- Wolfgang Petritsch (sinh năm 1947 tại Klagenfurt) nhà ngoại giao, cựu Đại diện cấp cao của Bosna và Hercegovina tại LHQ
- Penny McLean (Gertrude Wirschinger sinh năm 1948 tại Klagenfurt) Ca sĩ của nhóm Silver Convention, sinh ra ở Áo
- Valentin Inzko (sinh năm 1949 tại Klagenfurt) nhà ngoại giao Áo người Slovene Kärnten, Đại diện cấp cao của Bosna và Hercegovina
- Antonia Rados (sinh năm 1953 tại Klagenfurt) phóng viên truyền hình Áo làm việc cho RTL Television
- Helmut Wautischer (sinh năm 1954 tại Klagenfurt) triết gia người Áo, giảng viên triết học cao cấp tại Đại học bang Sonoma
- Sissy Höfferer (sinh năm 1955 tại Klagenfurt) Nữ diễn viên truyền hình người Áo
- Wolfgang Puschnig (sinh năm 1956 tại Klagenfurt) nhạc công nhạc jazz (saxophone, sáo, kèn clarinet trầm) và nhà soạn nhạc người Áo
- Ursula Plassnik (sinh năm 1956 tại Klagenfurt) Nhà ngoại giao và chính trị gia Áo, Bộ trưởng Ngoại giao Áo từ 2004 đến 2008
- Hoàng tử Stefan của Liechtenstein (sinh năm 1961 tại Klagenfurt), Đại sứ đặc mệnh toàn quyền của Liechtenstein tại Đức
- Andreas Bernkop-Schnürch (sinh năm 1965 tại Klagenfurt) nhà khoa học, dược sĩ, doanh nhân, nhà phát minh và giáo sư người Áo
- Manfred Bockelmann (sinh năm 1943 ở Klagenfurt), nghệ sĩ và nhiếp ảnh gia
- Sigisbert Dolinschek (sinh năm 1954 tại Klagenfurt) là một chính trị gia người Áo đầu tiên của FPÖ
- Janko Ferk (sinh năm 1958 tại Sankt Kanzian am Klopeiner See) là một thẩm phán, nhà khoa học và nhà văn người Áo.

#### 1960 đến 1979
- Rudolf "Rudi" Vouk (sinh năm 1965 tại Klagenfurt) Luật sư, chính trị gia, nhà hoạt động nhân quyền người Áo
- Isabella Krassnitzer (sinh năm 1967 tại Klagenfurt) nhà báo, người dẫn chương trình phát thanh và truyền hình người Áo
- Markus Müller (sinh năm 1967 tại Klagenfurt) nhà dược lý học người Áo
- Anton Pein (sinh năm 1967 tại Klagenfurt) Người chơi phi tiêu người Áo
- Horst Skoff (1968 tại Klagenfurt - 2008) vận động viên quần vợt chuyên nghiệp đến từ Áo
- Danny Nucci (sinh năm 1968 tại Klagenfurt) Diễn viên người Mỹ gốc Áo
- Ingo Zechner (sinh năm 1972 tại Klagenfurt) nhà triết học và sử học
- Stephanie Graf (sinh năm 1973 tại Klagenfurt) Cựu vận động viên chạy cự ly trung bình người Áo
- Christopher Hinterhuber (sinh năm 1973 tại Klagenfurt) nghệ sĩ piano cổ điển người Áo
- Dieter Kalt, Jr. (sinh năm 1974 tại Klagenfurt) Cựu vận động viên khúc côn cầu trên băng chuyên nghiệp người Áo
- Stefan Lexa (sinh năm 1976 tại Klagenfurt) Cầu thủ bóng đá đã giải nghệ người Áo
- Stefan Koubek (sinh năm 1977 tại Klagenfurt) vận động viên quần vợt thuận tay trái đã giải nghệ từ Áo
- Sabine Egger (sinh năm 1977 tại Klagenfurt am Wörthersee) là một cựu tay đua trượt tuyết người Áo, vô địch World Cup 1998/99 và giành được hai chức vô địch World Cup và ba chức vô địch quốc gia ở môn slalom (trượt tuyết theo đường dốc có vật chướng ngại).

#### 1980 đến 1999
- Thomas Pöck (sinh năm 1981 tại Klagenfurt) vận động viên khúc côn cầu trên băng
- Benjamin Ziervogel (sinh năm 1983 tại Klagenfurt) Nghệ sĩ vĩ cầm, nhạc trưởng của RTV Slovenia Symphony Orchestra người Áo
- Anna Kohlweis (sinh năm 1984 tại Klagenfurt) Ca sĩ, nhạc sĩ và nghệ sĩ người Áo, còn được gọi là Paper Bird và Squalloscope
- Naked Lunch một ban nhạc từ Klagenfurt được thành lập vào năm 1991, khởi đầu là một ban nhạc Rock Luân chuyển
- Larissa-Antonia Marolt (sinh năm 1992 tại Klagenfurt) Người mẫu kiêm diễn viên thời trang Áo

## Thư viện ảnh

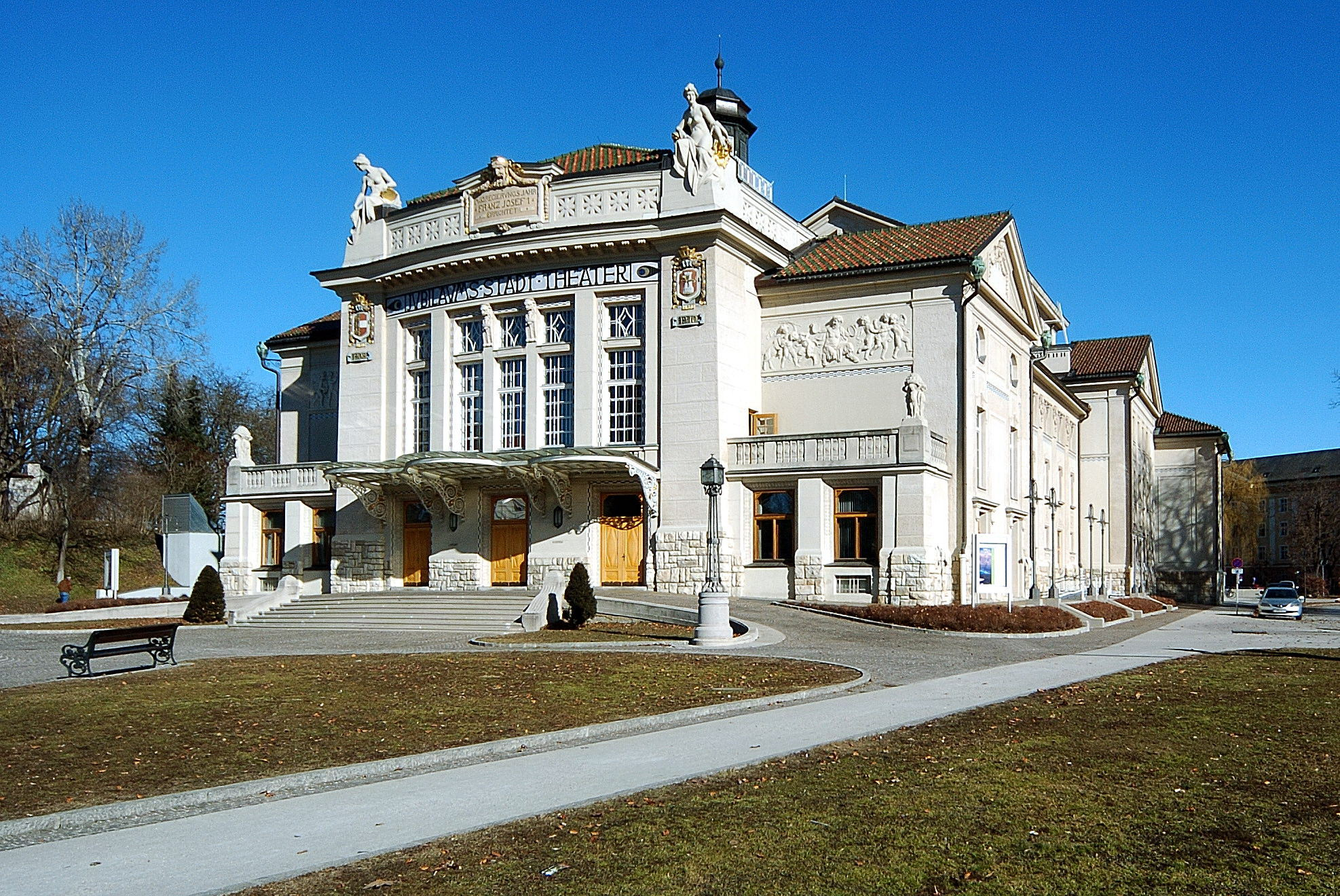
Nhà hát opera
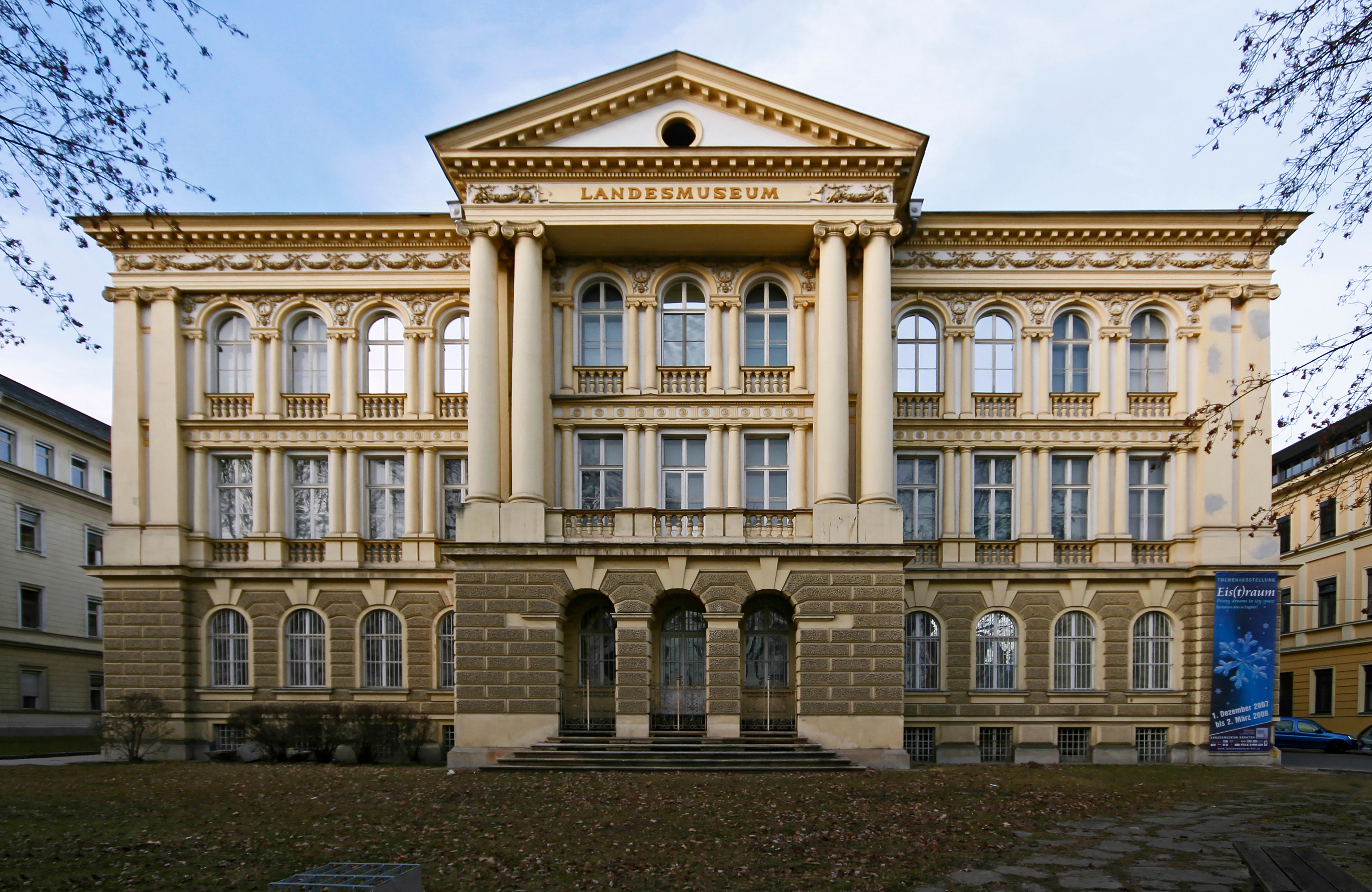
Bảo tàng bang
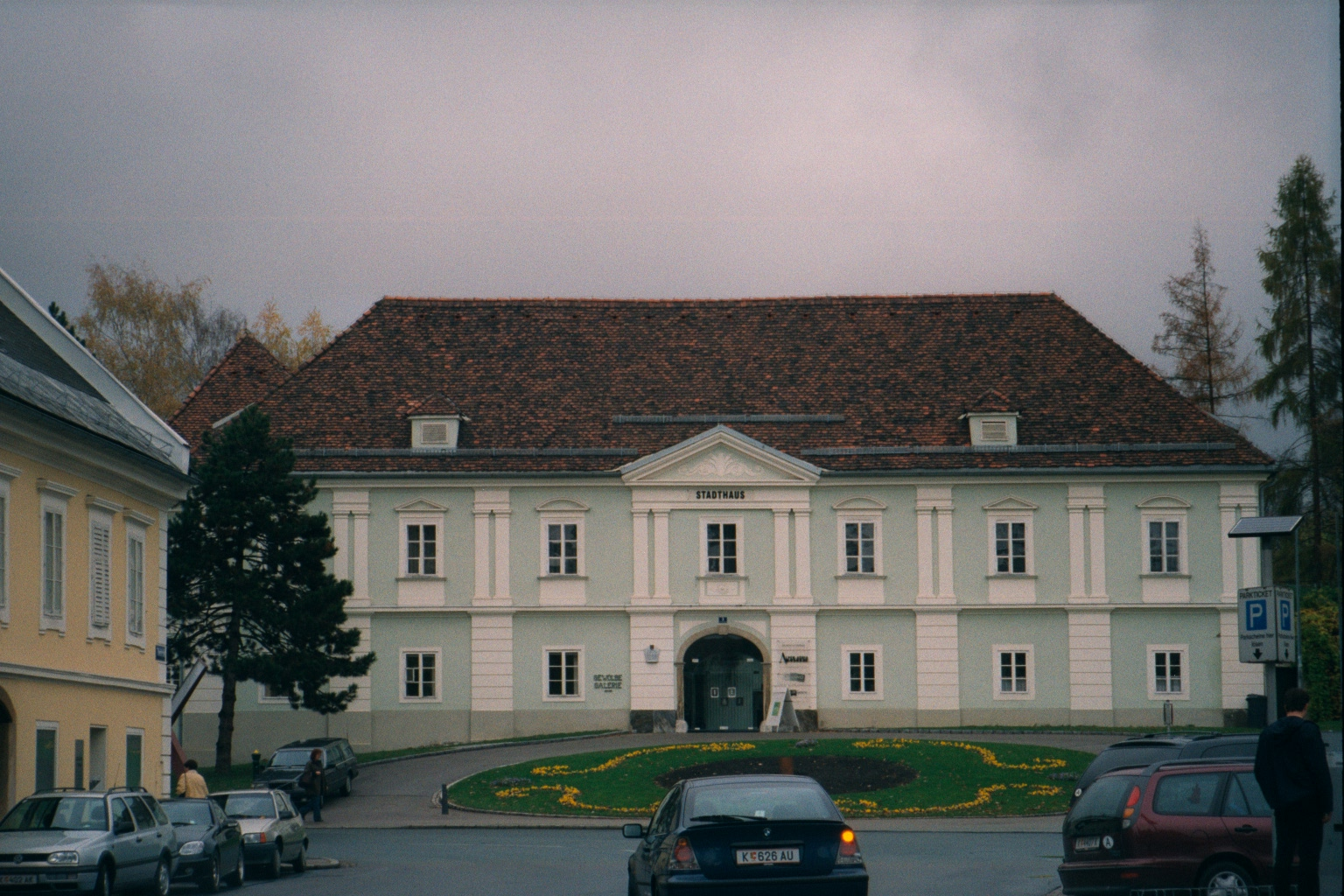
Stadthaus
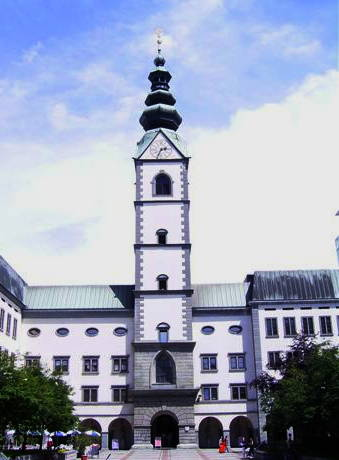
Giáo đường Klagenfurt
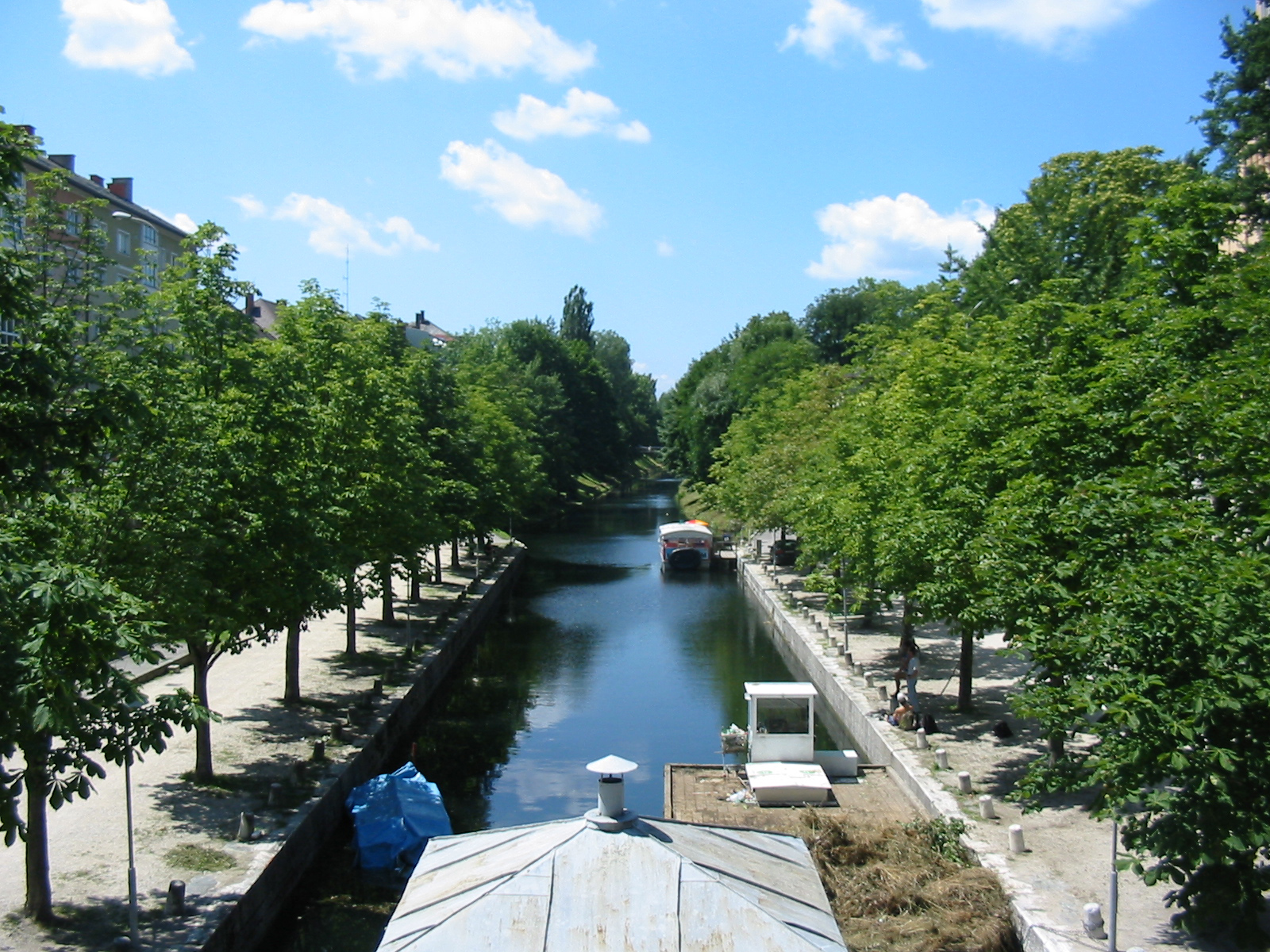
Kênh đào ở trung tâm Klagenfurt
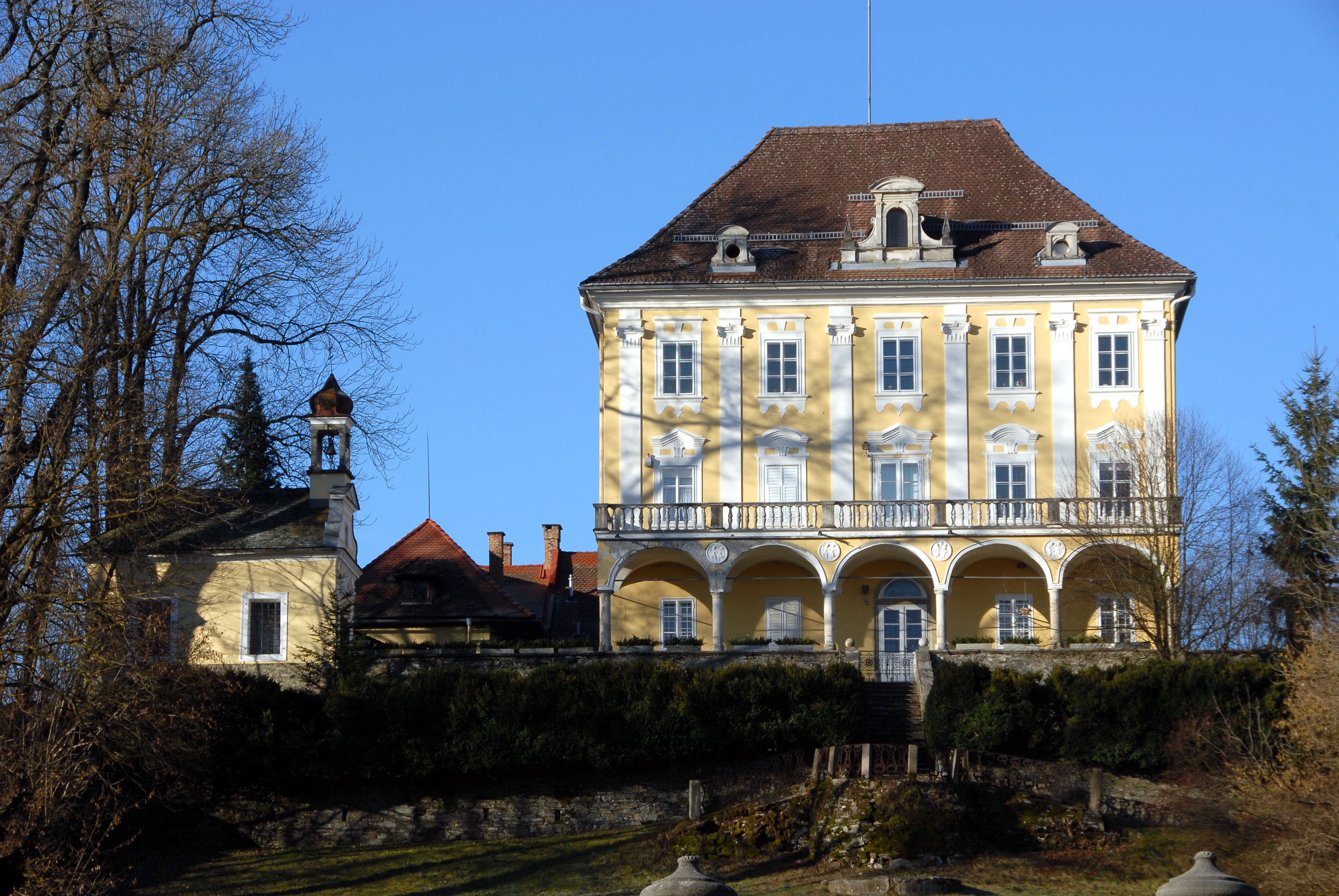
Trang viên Annabichl
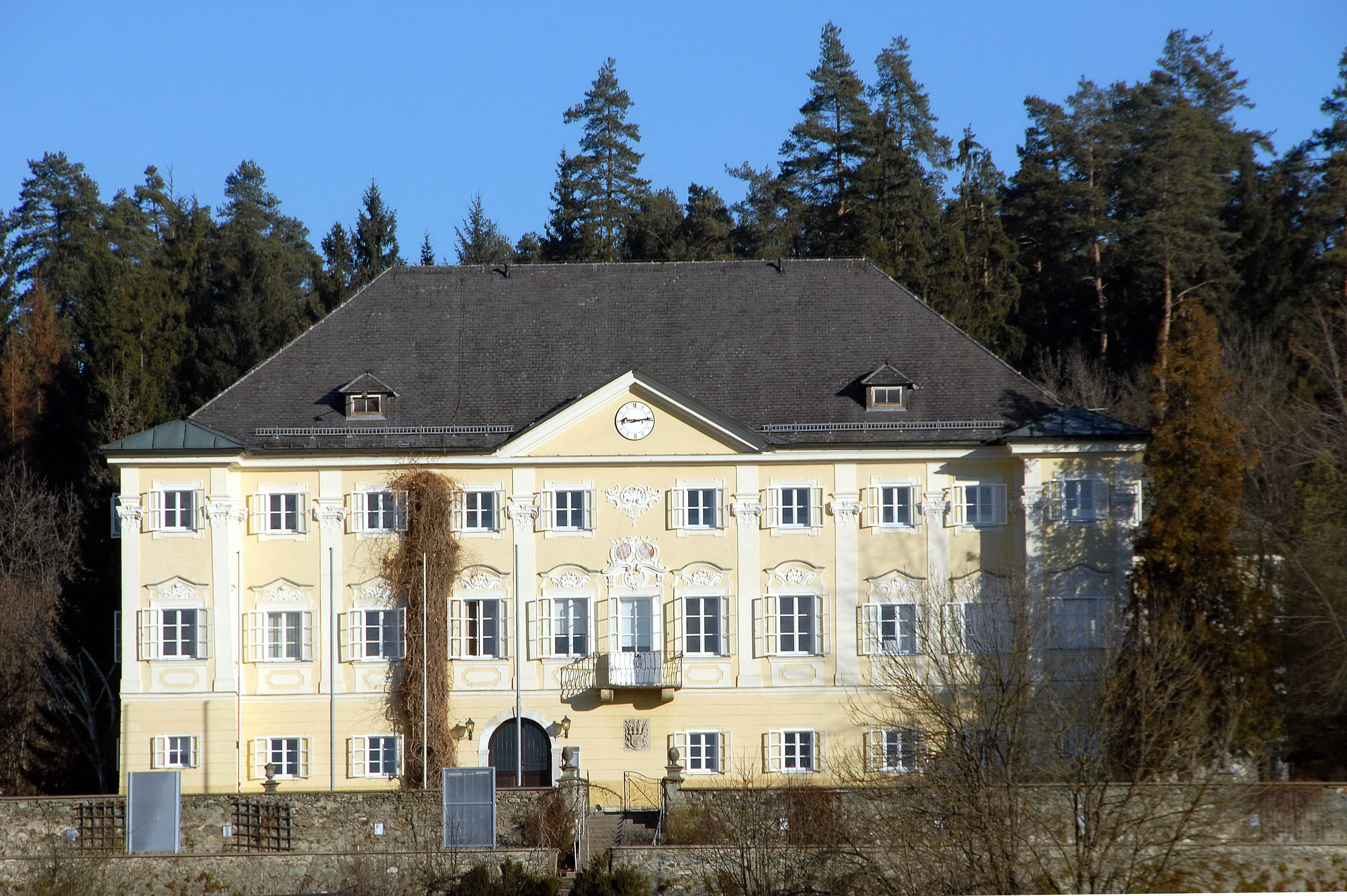
Trang viên Ehrental
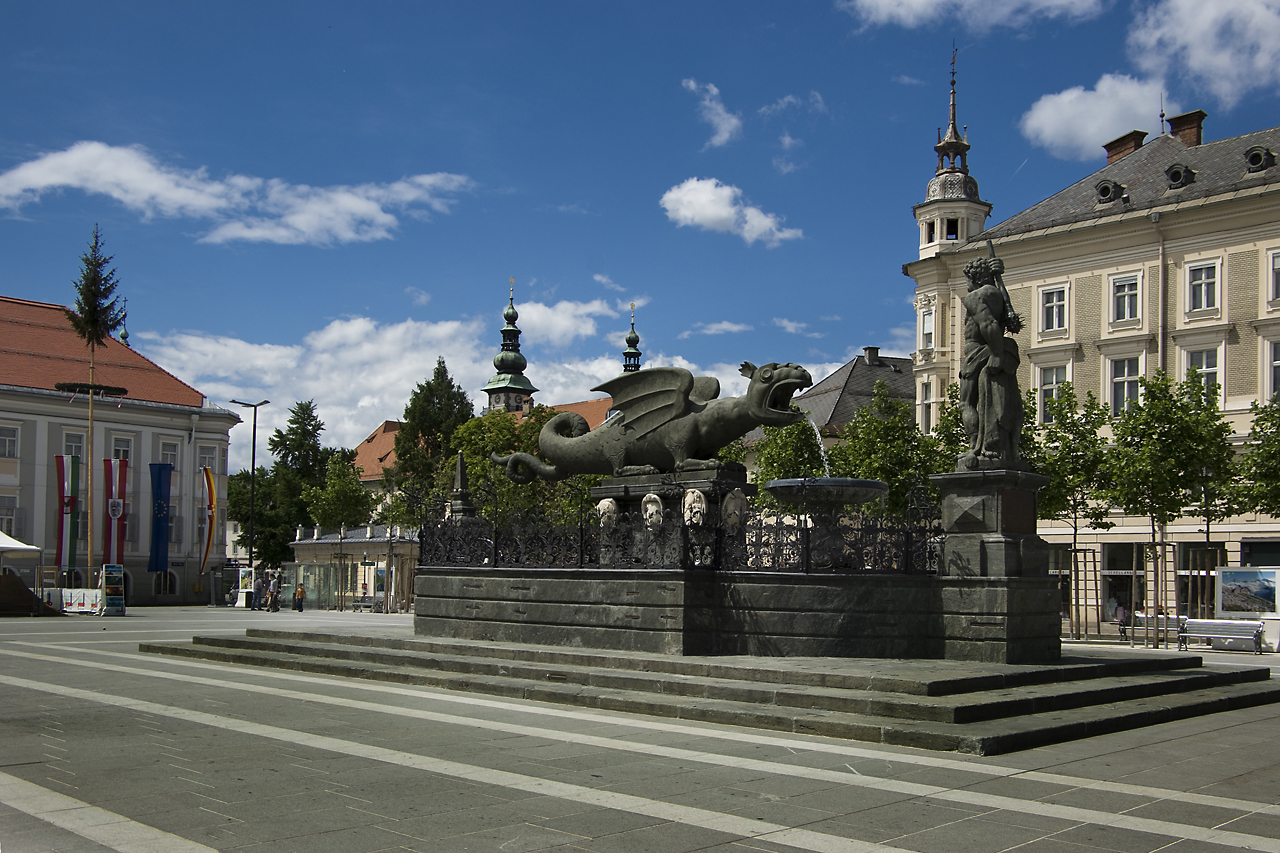
Lindwurmbrunnen
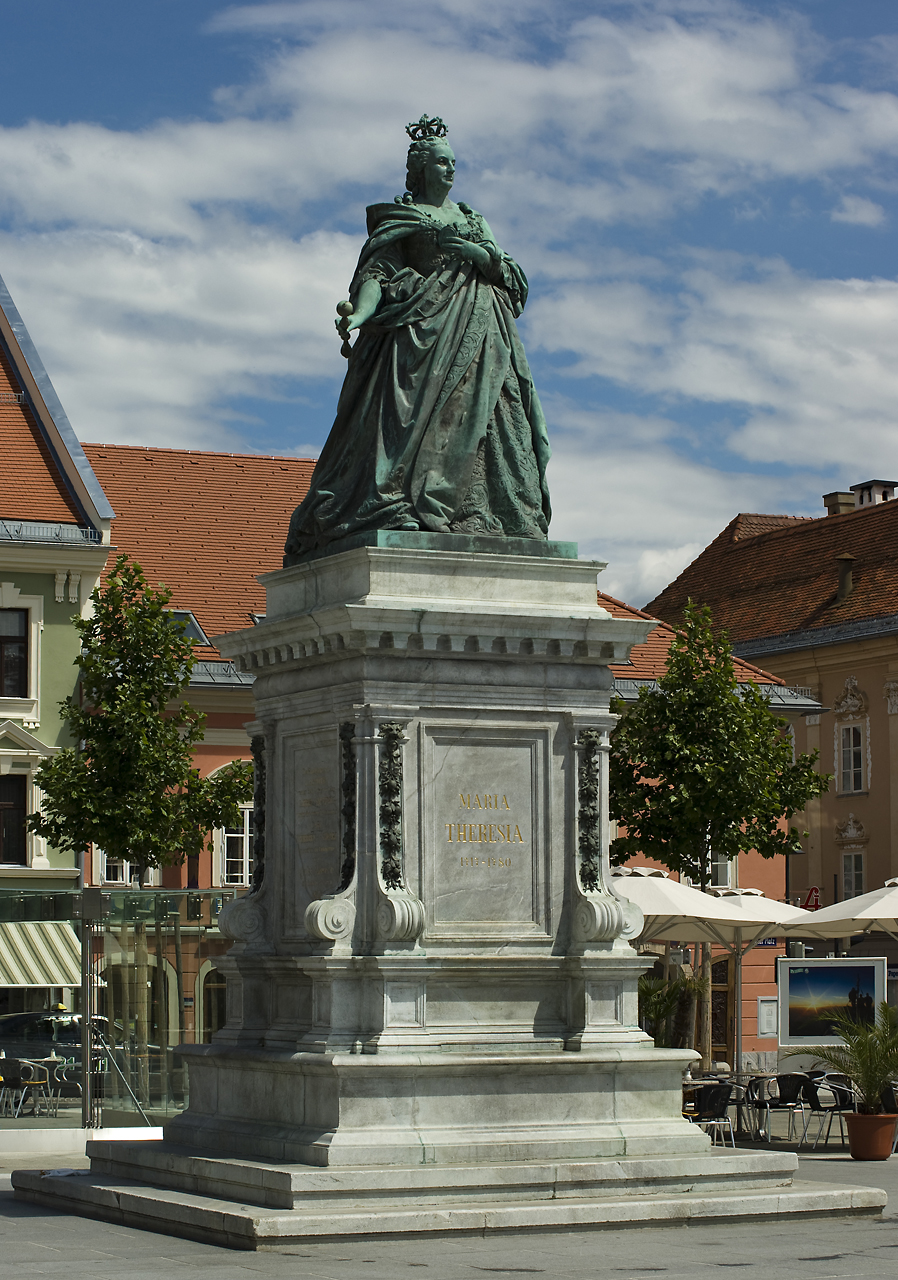
trung tâm maria theresia klagenfurt
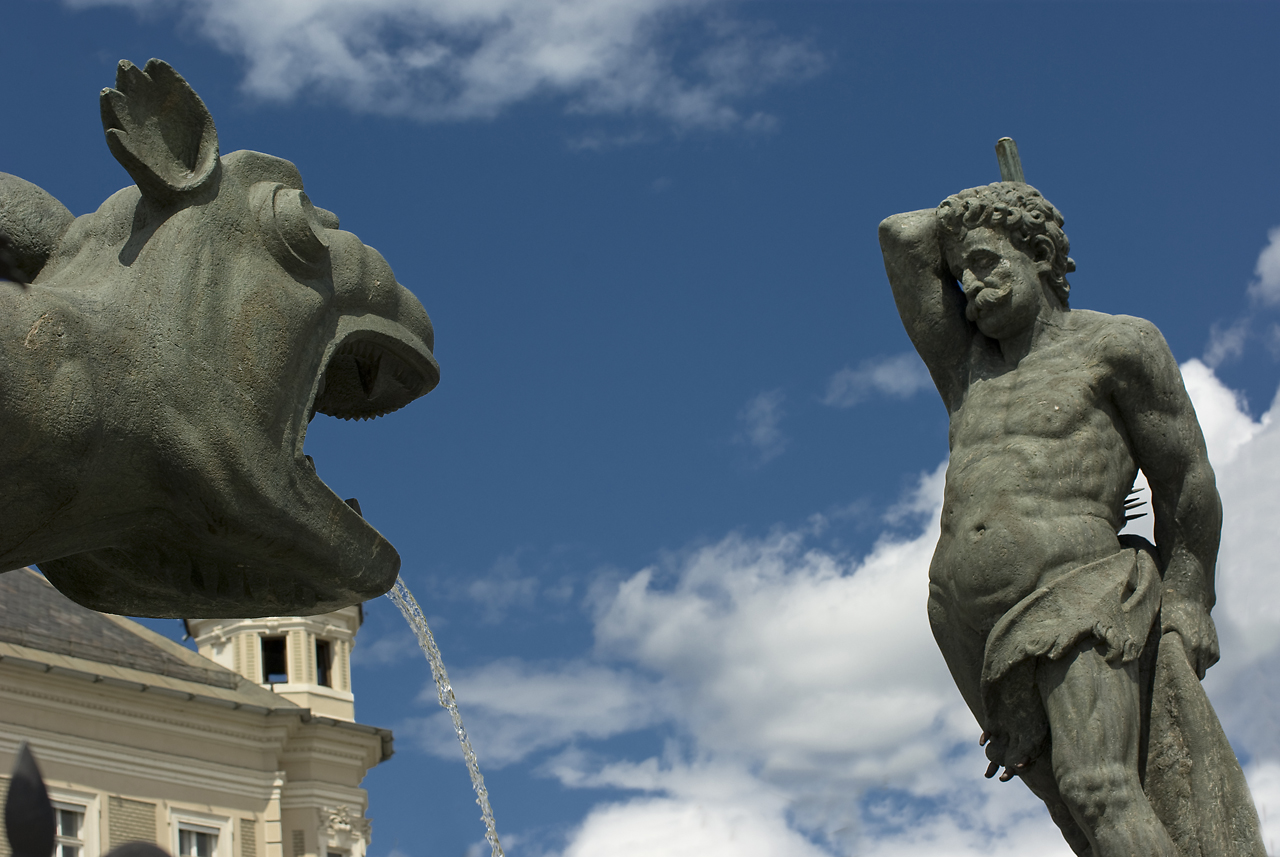
Chi tiết của Lindwurmbrunnen

## Đô thị kết nghĩa
Các thành phố kết nghĩa với Klagenfurt gồm:
- Wiesbaden, Đức, từ năm 1930[34]
- Venlo, Hà Lan, từ năm 1961
- Nova Gorica, Slovenia, từ năm 1965
- Gorizia, Italia, từ năm 1965
- Khu tự quản Gladsaxe, Đan Mạch, từ năm 1969
- Dessau-Rosslau, Đức, từ năm 1970 (lúc đó là Đông Đức)
- Dushanbe, Tajikistan, từ năm 1973
- Dachau, Đức, từ năm 1974
- Rzeszów, Ba Lan. từ năm 1975[35]
- Sibiu, România, từ năm 1990
- Zalaegerszeg, Hungary, từ năm 1990
- Chernivtsi, Ukraina, từ năm 1992
- Nazareth Illit, Israel, từ năm 1993
- Tarragona, Tây Ban Nha, từ năm 1994
- Nanning, Trung Quốc, từ năm 2001
- Laval, Canada, từ năm 2005